# 帝京大学ラグビー部
帝京大学学友会体育局ラグビー部（ていきょうだいがくがくゆうかいたいいくきょくラグビーぶ、Teikyo University Rugby Football Club）は、関東大学ラグビー対抗戦グループに所属する帝京大学のラグビー部である。部のエンブレムは黄金の鷲（イーグル）に帝京のシンボルである蔦の葉を垂れたデザインである。帝京大学の強化指定クラブ。
全国大学ラグビーフットボール選手権大会では、2009年度（第46回大会）〜2017年度（第54回大会）の9連覇をはじめ、大学日本一を13回記録している。FW・BK共に強くバランスの取れたチームであり、不変のチームスローガンはENJOY&TEAM WORKである。

## チーム概要

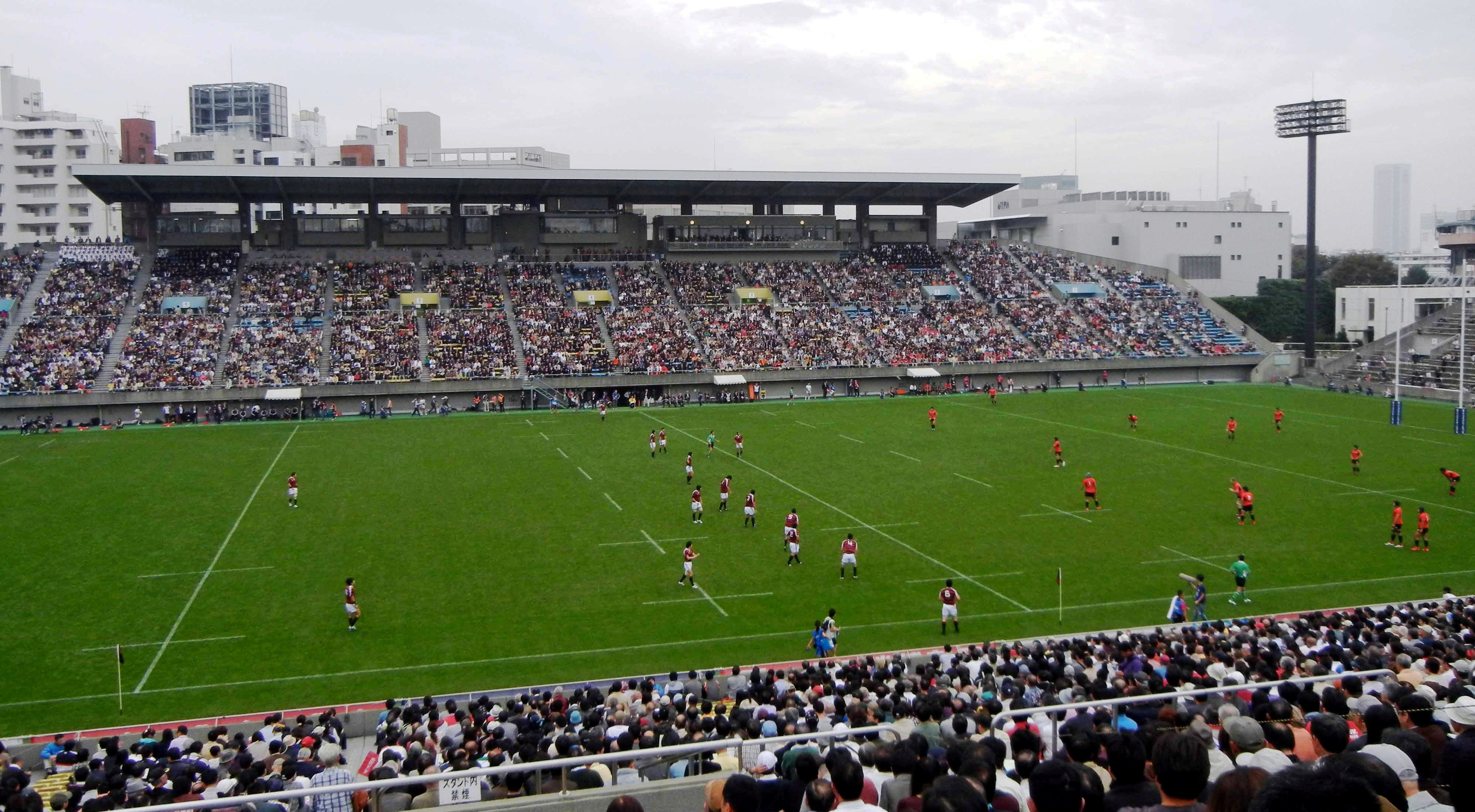
関東大学対抗戦の公式戦（2011年11月・早稲田大学戦・秩父宮ラグビー場）

1970年に帝京大学八王子キャンパス有志により創部され、1978年に早稲田大学などの支援により関東大学ラグビー対抗戦グループに正式に加盟する。
1983年度に水上茂監督（当時）のもと選手・スタッフ一丸となった地道なトレーニングにより、関東大学対抗戦で早稲田大学に初勝利を収めた。また大学選手権出場過程（当時）で関東大学ラグビーリーグ戦優勝校である法政大学に関東交流戦で勝利し大学選手権初出場を果たした。この快進撃により、帝京大学ラグビー部はファーストジャージの色から赤い旋風と呼ばれるようになった。
1984年度も交流戦で法政大学を破り大学選手権に出場した が、1回戦で前年に引き続き、この大会で3連覇を果たした関西の雄・同志社大学と対戦し敗れた。この頃の帝京はBKによる展開ラグビーを主体としたチームであった。
1996年に岩出雅之前監督が就任しFWを強化、FW・BK共に強いバランスの取れたチームに進化する。同年度の大学選手権1回戦で龍谷大学を破り大学選手権初勝利を挙げた。
2002年度の大学選手権では1回戦で同志社大学、2回戦で慶應義塾大学を破り初の準決勝進出を果たす。2007年度の大学選手権では5年振りに準決勝に進出した。準決勝では早稲田大学と対戦し5-12の僅差で敗れるも2度目の大学選手権ベスト4を記録した。
2008年度には早稲田大学、明治大学等に勝利して6勝1分の成績で悲願の関東大学対抗戦初優勝を果たした。
2009年度は関東大学対抗戦を4位で通過するも国立競技場で行われた大学選手権決勝では東海大学に14-13で勝利し創部以来40年目にして大学日本一を達成した。
2011年度は、関東大学対抗戦で初めて全勝優勝を達成した。対抗戦グループでは早稲田大学、明治大学、慶應義塾大学以外の大学の全勝優勝は1969年度の日本体育大学以来の快挙であった。同年度の大学選手権は決勝で天理大学を破り同志社大学以来史上2校目の3連覇を達成した。
2012年度には大学選手権決勝で筑波大学に39-22で快勝、史上初の大学選手権4連覇を達成した。2012年度は関東大学春季大会グループA、関東大学ジュニア選手権、関東大学対抗戦（※同率優勝）、大学選手権の全てで優勝を果たし4冠に輝いた。
2013年度、全国大学選手権で5連覇を達成した。2013年度に続き関東大学春季大会グループA、関東大学ジュニア選手権、関東大学対抗戦、大学選手権の全てで優勝を果たし2年連続で4冠を達成した。
2014年度の全国大学選手権の決勝では筑波大学に50-7で完勝。大学選手権の連覇記録を6に伸ばした。決勝戦での50得点、43点差はいずれも歴代最多記録となった。昨年度に続き関東大学春季大会グループA、関東大学ジュニア選手権、関東大学対抗戦、大学選手権の全てで優勝を果たし3年連続で4冠を達成した。日本選手権1回戦ではNECグリーンロケッツに31-25で勝利し、トップリーグのチームから初勝利を挙げた。また日本選手権で大学勢がトップリーグのチームから勝利するのは、2005年度に早稲田大学がトヨタ自動車ヴェルブリッツに勝って以来9大会ぶりの快挙であった。
2017年度は、関東大学春季大会Aグループで5戦全勝で優勝。関東大学対抗戦で7連覇。全国大学選手権で9連覇を達成した。
2022年1月9日、全国大学選手権で4大会ぶり10度目の優勝。1996年から26年間監督を務めた岩出雅之（当時63歳）は、この大会限りで退任する意向を示した。
2023年1月8日、全国大学選手権の決勝で早稲田大学に73-20で大勝。大学選手権最多得点と最多得点差を更新し、2年連続11度目の優勝を果たした。

## 歴史

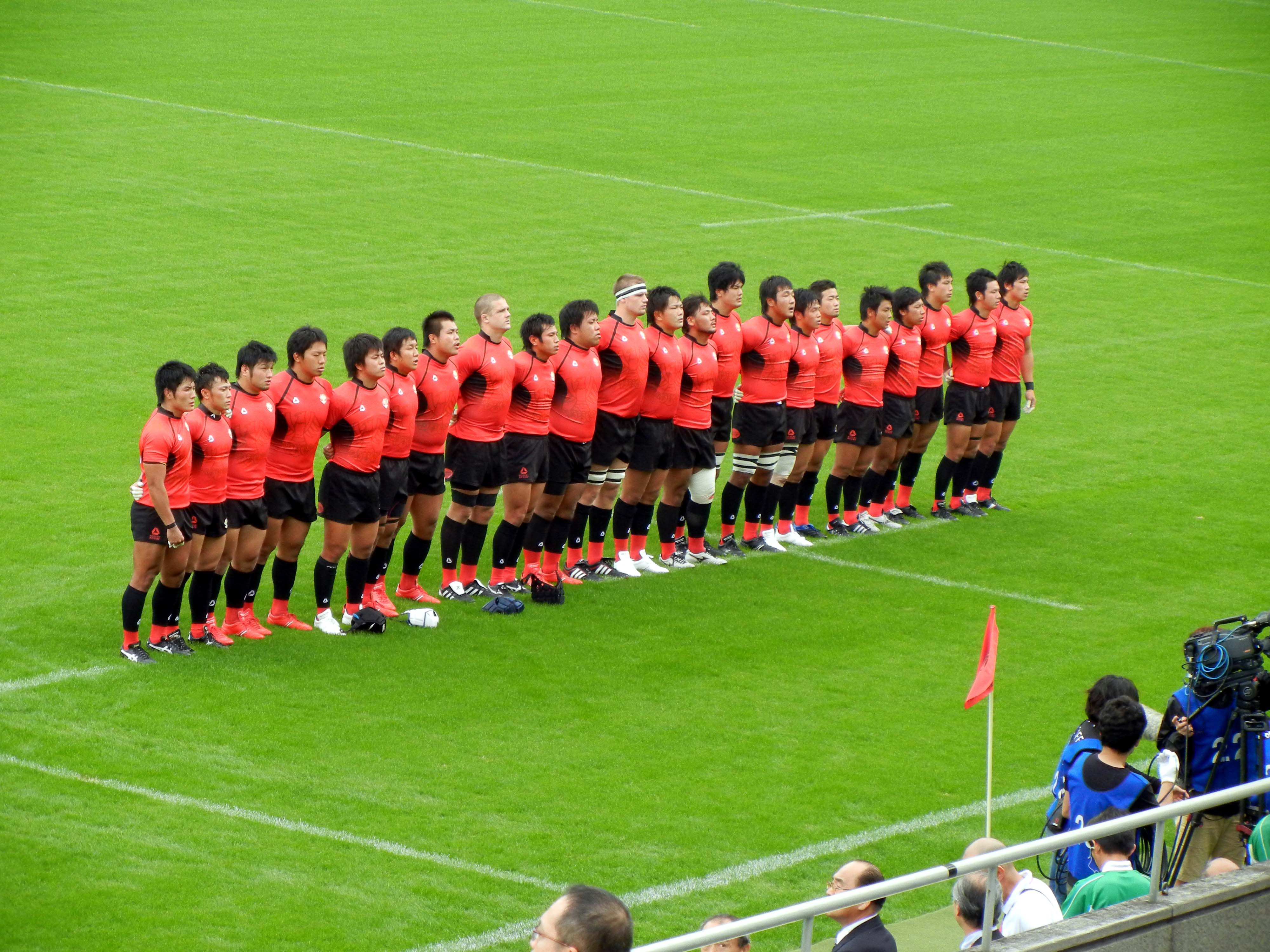
試合前に校歌斉唱をする帝京大学の選手たち（2011年10月・成蹊大学戦・秩父宮ラグビー場）

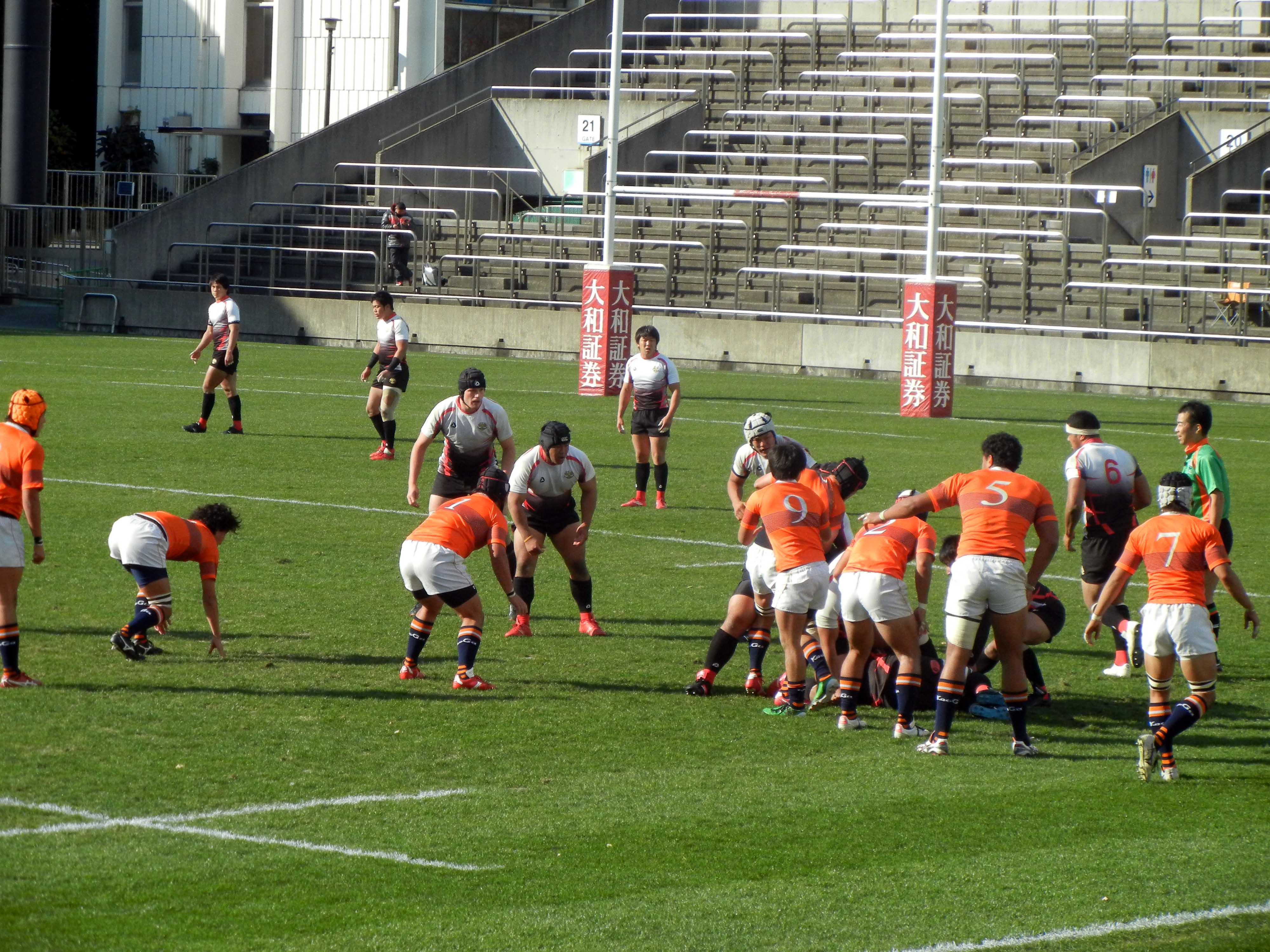
白を基調したセカンドジャージで戦う帝京大学の選手達たち（2012年12月・拓殖大学戦・秩父宮ラグビー場）

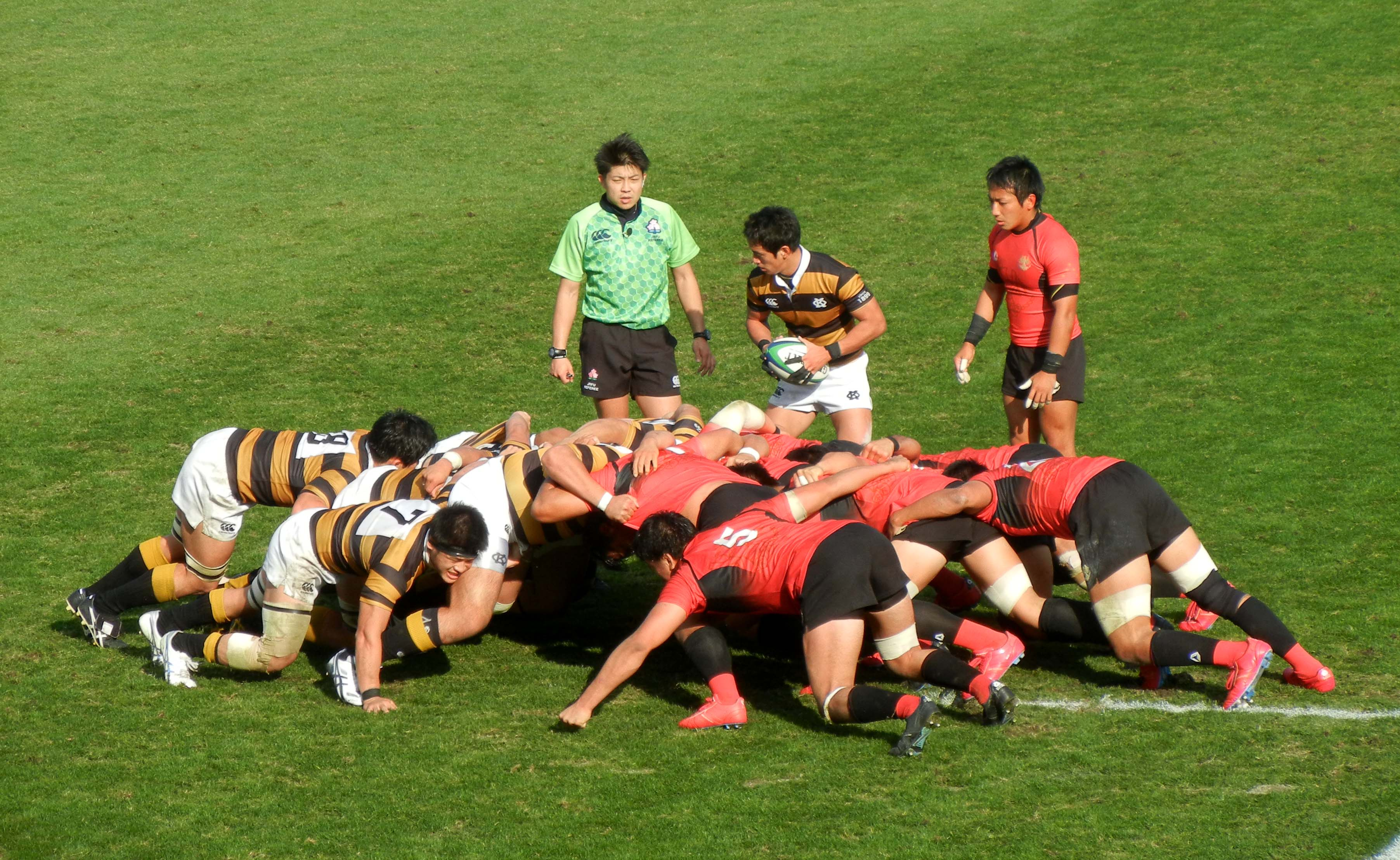
関東大学対抗戦の公式戦（2014年11月・慶應義塾大学戦・秩父宮ラグビー場）

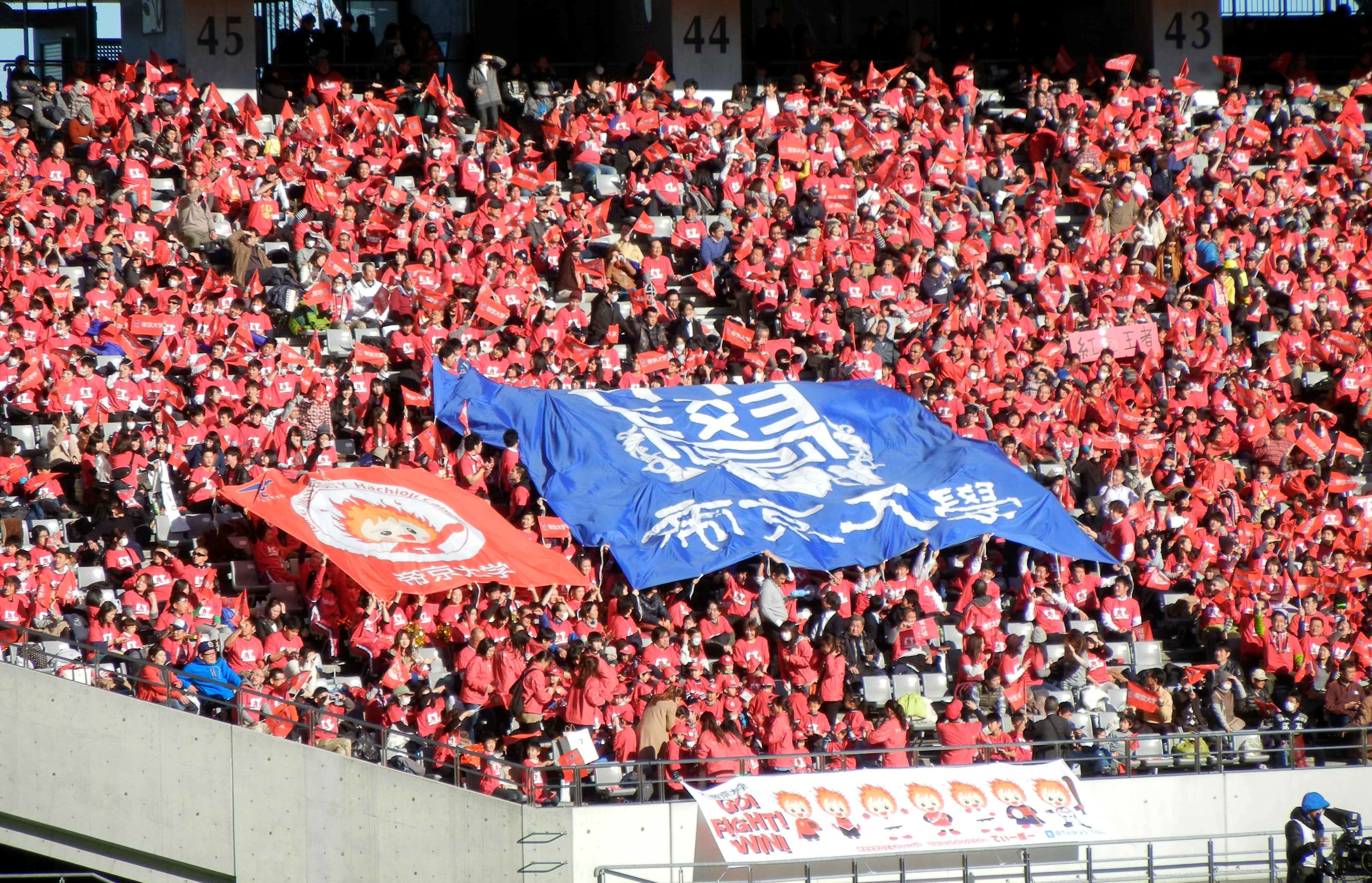
帝京大学のサポーター (2015年1月・筑波大学戦・味の素スタジアム)

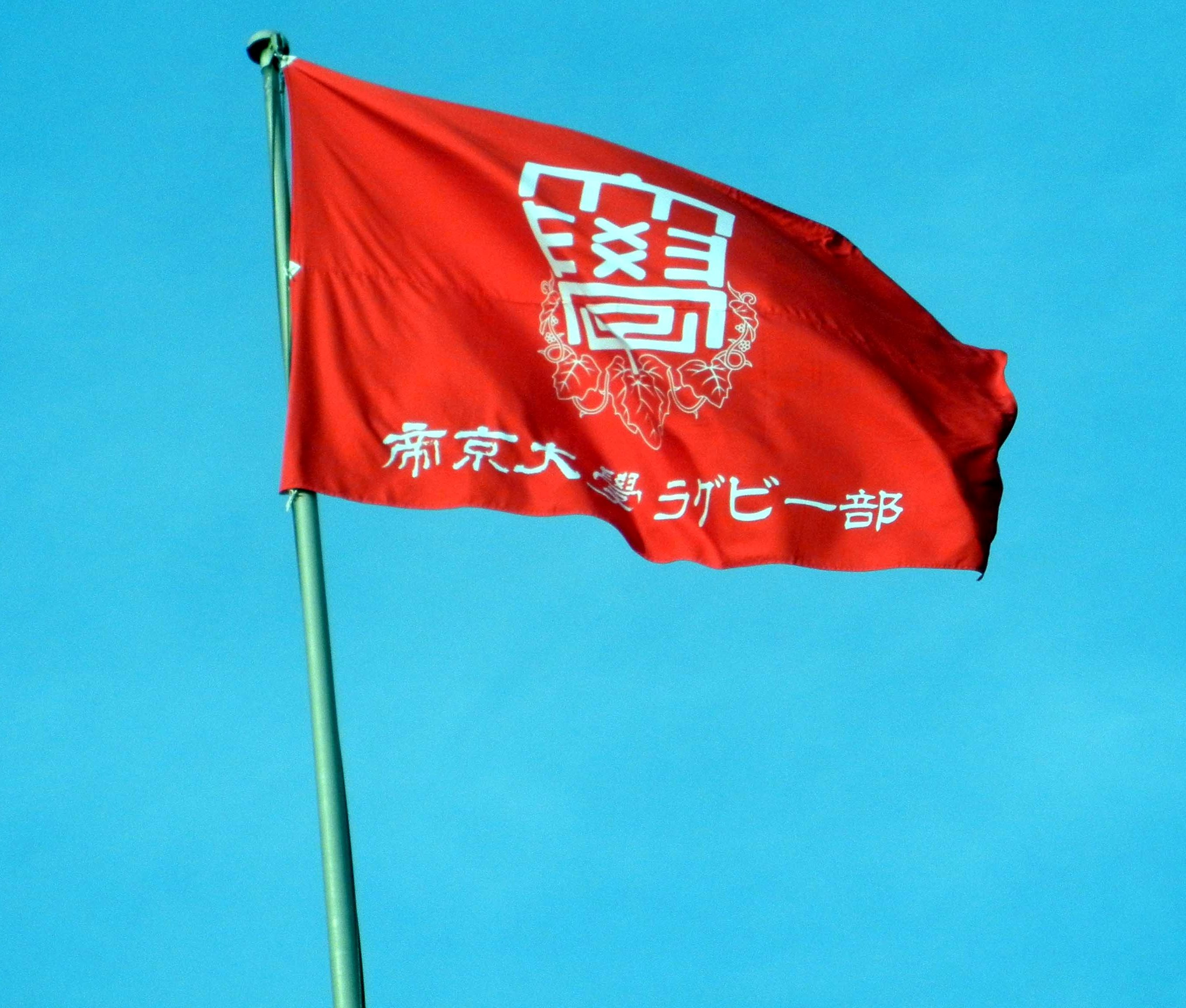
帝京大学ラグビー部旗

| 年表   | 沿革 |
| ------ | --- |
| 1970年 | 学友会体育局ラグビー部として創部。 |
| 1974年 | 増村昭策（現・名誉顧問）が監督に就任する。 |
| 1976年 | 全国地区対抗大学ラグビーフットボール大会で準優勝。 |
| 1977年 | 全国地区対抗大学ラグビーフットボール大会で優勝。 関東大学ラグビー対抗戦に準加盟する。 明治大学との対戦が始まる。 |
| 1978年 | 関東大学ラグビー対抗戦に正式に加盟する。 早稲田大学との対戦が始まる。 |
| 1983年 | 関東交流戦で法政大学を破り、大学選手権に初出場。1回戦で同志社大学に敗退。 |
| 1984年 | 2年連続で法政大学を関東交流戦で破り、大学選手権に連続出場。1回戦で同志社大学に敗退。 |
| 1996年 | 岩出雅之が監督に就任する。 大学選手権1回戦で龍谷大学を破り、大学選手権初勝利。 |
| 1997年 | 関東大学対抗戦がAグループ（1部相当）・Bグループ（2部相当）の二部制となり、以来Aグループ所属となる。 慶應義塾大学との対戦が始まる。 |
| 1998年 | 部員の不祥事のため、公式戦出場辞退。 |
| 2002年 | 同志社大学・慶應義塾大学に勝利して、初めて大学選手権準決勝に進出。 日本選手権に初出場。 |
| 2003年 | 2年連続で日本選手権に出場。1回戦でタマリバクラブを破り、日本選手権初勝利。 |
| 2007年 | 2度目の大学選手権準決勝進出。 |
| 2008年 | 関東大学対抗戦において、2000年の明治大学戦から始まった早稲田大学の連勝記録を53で止める。 早稲田大学の関東大学対抗戦8連覇を阻み、関東大学対抗戦で初優勝。 帝京大学ラグビー部OB会が発足する。 大学選手権で初めて決勝に進出し、早稲田大学に敗れるも準優勝を記録した。                                                  |
| 2009年 | 大学選手権2回戦で早稲田大学を破り、同校の選手権3連覇を阻む。 同選手権決勝で東海大学に勝利して初の大学日本一になる。 |
| 2010年 | 大学選手権決勝で早稲田大学に勝利して2連覇を達成。 |
| 2011年 | 大学ラグビー連合支援プロジェクトに参加する。 7戦全勝で関東大学対抗戦で3年振り2度目の優勝を決める。 大学選手権決勝で天理大学に勝利して、史上2校目の3連覇を達成。 |
| 2012年 | 関東大学春季大会グループAで4戦全勝。得失点差で早稲田大学を上回り初優勝。 関東大学対抗戦で2年連続3度目の優勝を決める。 関東大学ジュニア選手権で早稲田大学を破り初優勝。 大学選手権決勝で筑波大学に勝利して、史上初の選手権4連覇を達成。                                                                              |
| 2013年 | 関東大学春季大会グループAで5戦全勝で2年連続優勝を決める。 関東大学対抗戦で3年連続4度目の優勝を決める。 関東大学ジュニア選手権で明治大学を破り2連覇を達成。 大学選手権決勝で早稲田大学に勝利して、史上初の選手権5連覇を達成。                                                                                        |
| 2014年 | ジャパンセブンズ 2014のカップトーナメント決勝でリコーブラックラムズに敗れ準優勝。 関東大学春季大会グループAで3連覇を達成。 関東大学対抗戦で4連覇を達成する。 大学選手権決勝で筑波大学を破り、6連覇を達成。 日本選手権1回戦でNECグリーンロケッツに31-25で勝利し、初めてトップリーグのチームを破る。                  |
| 2015年 | 関東大学春季大会グループAで5戦全勝で4年連続優勝を決める。 明治大学に勝利し、関東大学対抗戦で5年連続6度目の優勝を決める。 関東大学対抗戦の最終戦で筑波大学に敗れ、対学生の公式戦連勝が50で止まる。 大学選手権決勝で東海大学に勝利して、選手権7連覇を達成。 日本選手権決勝でパナソニック ワイルドナイツに敗れ準優勝。 |
| 2016年 | 関東大学春季大会グループAで5戦全勝で5年連続優勝を決める。 7戦全勝で関東大学対抗戦6連覇を達成。 大学選手権決勝で東海大学に勝利して、選手権8連覇を達成。 |
| 2017年 | 関東大学春季大会Aグループで5戦全勝で優勝。 7戦全勝で関東大学対抗戦7連覇を達成。 大学選手権決勝で明治大学に勝利して、選手権9連覇を達成。 |
| 2018年 | 関東大学対抗戦で史上初の8連覇を達成。 大学選手権準決勝で天理大学に敗れ、選手権での連勝が38で止まる。 |
| 2019年 | 関東大学春季大会Aグループで2年ぶり7度目の優勝。 |
| 2021年 | 関東大学対抗戦グループAで全勝し10度目の優勝。 大学選手権決勝で明治大学に27-14で勝利し、2017年度以来4大会ぶり10度目の大学日本一。 岩出雅之が監督を退任。 |
| 2022年 | 関東大学対抗戦グループAで全勝し11度目の優勝。 2大会連続11度目の大学日本一。 |

※年は全て年度。

## タイトル

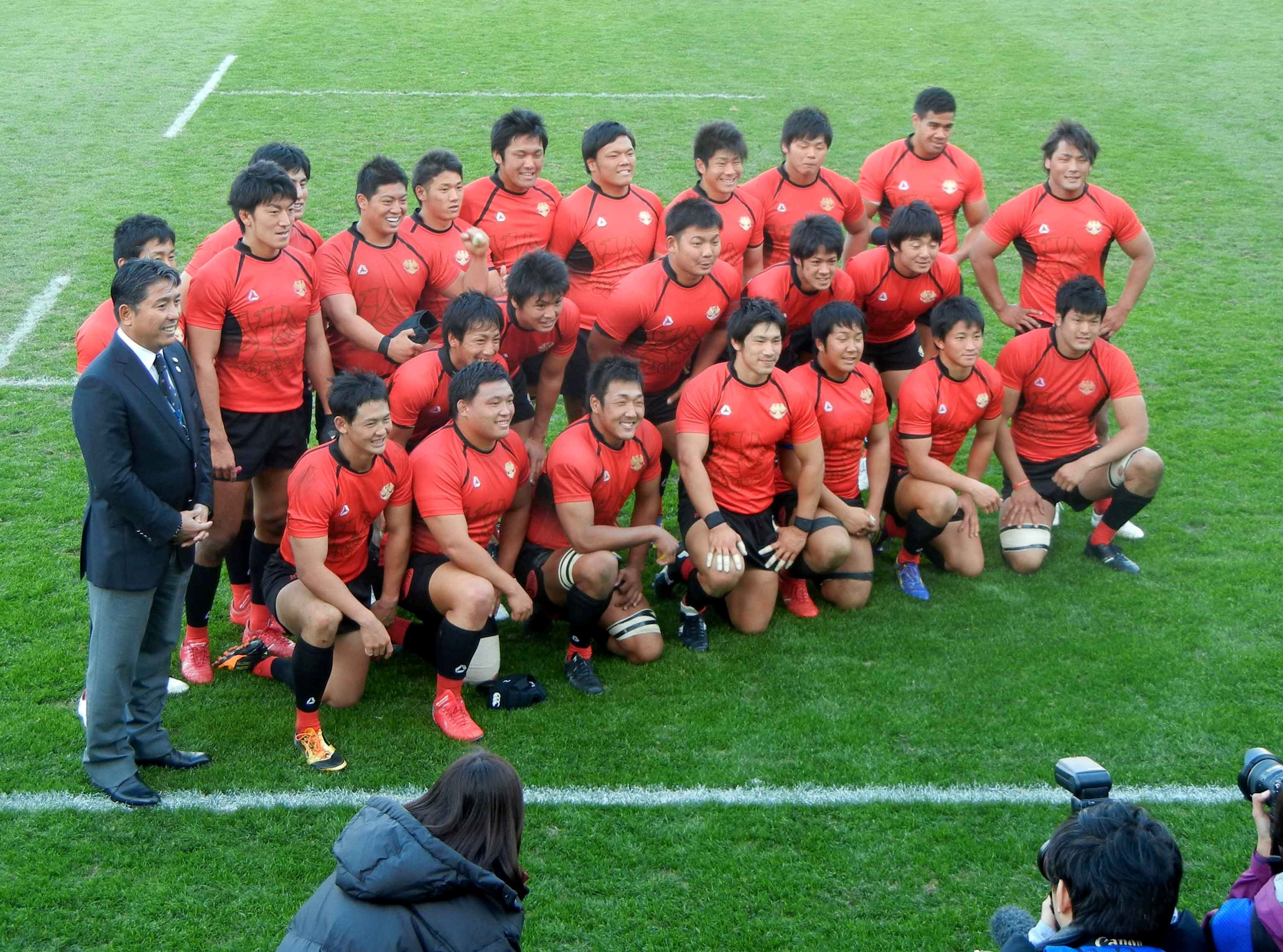
2013年度、対抗戦で4度目の優勝を果たす。左端岩出雅之前監督、一列目左から4番目中村亮土、2列目左端流大、3列目左から4番目坂手淳史、右から3番目松田力也（2013年11月・明治大学戦・秩父宮ラグビー場）

- 全国大学ラグビーフットボール選手権大会:13回（出場32回）
  - 2009、2010、2011、2012、2013、2014、2015、2016、2017、2021、2022、2023、2024
- 関東大学ラグビー対抗戦:12回
  - 2008、2011、20121、2013、2014、20152、2016、2017、20183、2021、2022、2023
- 関東大学春季大会グループA:10回
  - 2012、2013、2014、2015、2016、2017、2019、2022、2023、2024
- 関東大学春季大会グループB:1回
  - 2021
- 全国地区対抗大学ラグビーフットボール大会:1回
  - 1977
- 東日本大学セブンズ:1回
  - 2024

※年は全て年度。
1筑波大学・明治大学と同率1位

2明治大学と同率1位

3早稲田大学と同率1位

## 主な大学との対戦成績
| 対戦校       | 初対戦 （年度） |    | 関東大学対抗戦 | 関東大学対抗戦 | 関東大学対抗戦 |    | 大学選手権 | 大学選手権 | 大学選手権 |    | 関東交流戦2 | 関東交流戦2 | 関東交流戦2 |    | 合計 | 合計 | 合計 | 合計 | 初勝利                         |
| 対戦校       | 初対戦 （年度） | 勝 | 分             | 負             | 勝             | 分 | 負         | 勝         | 分         | 負 | 試合        | 勝          | 分          | 負 |      |      |      |      | 初勝利                         |
| ------------ | --------------- | -- | -------------- | -------------- | -------------- | -- | ---------- | ---------- | ---------- | -- | ----------- | ----------- | ----------- | -- | ---- | ---- | ---- | ---- | ------------------------------ |
| 早稲田大学   | 1978            |    | 16             | 0              | 29             |    | 6          | 0          | 3          |    | 4           | 0           | 0           |    | 58   | 26   | 0    | 32   | 1983年度対抗戦 23-19           |
| 明治大学     | 1977            |    | 16             | 0              | 30             |    | 5          | 0          | 0          |    | 4           | 0           | 1           |    | 56   | 25   | 0    | 31   | 1984年度対抗戦 33-13           |
| 慶應義塾大学 | 1997            |    | 15             | 1              | 10             |    | 5          | 0          | 0          |    | 3           | 0           | 0           |    | 33   | 23   | 1    | 10   | 1997年度対抗戦 37-13           |
| 日本体育大学 | 1977            |    | 26             | 0              | 18             |    | -          | -          | -          |    | -           | -           | -           |    | 44   | 25   | 0    | 18   | 1994年度対抗戦 42-21           |
| 筑波大学     | 1978            |    | 29             | 0              | 14             |    | 5          | 0          | 0          |    | 2           | 0           | 0           |    | 50   | 36   | 0    | 14   | 1983年度対抗戦 33-19           |
| 青山学院大学 | 1977            |    | 33             | 1              | 8              |    | -          | -          | -          |    | -           | -           | -           |    | 42   | 32   | 1    | 8    | 1977年度対抗戦 22-14           |
| 成蹊大学     | 1977            |    | 29             | 0              | 2              |    | -          | -          | -          |    | -           | -           | -           |    | 31   | 29   | 0    | 2    | 1977年度対抗戦 79-3            |
| 学習院大学   | 1977            |    | 17             | 0              | 0              |    | -          | -          | -          |    | -           | -           | -           |    | 17   | 17   | 0    | 0    | 1977年度対抗戦 36-0            |
| 成城大学     | 1977            |    | 16             | 0              | 0              |    | -          | -          | -          |    | -           | -           | -           |    | 16   | 16   | 0    | 0    | 1977年度対抗戦 76-7            |
| 上智大学     | 1982            |    | 10             | 0              | 0              |    | -          | -          | -          |    | -           | -           | -           |    | 10   | 10   | 0    | 0    | 1982年度対抗戦 63-4            |
| 一橋大学     | 1985            |    | 5              | 0              | 0              |    | -          | -          | -          |    | -           | -           | -           |    | 5    | 5    | 0    | 0    | 1985年度対抗戦 52-8            |
| 明治学院大学 | 1985            |    | 8              | 0              | 0              |    | -          | -          | -          |    | -           | -           | -           |    | 8    | 8    | 0    | 0    | 1985年度対抗戦 38-0            |
| 武蔵大学     | 1986            |    | 5              | 0              | 0              |    | -          | -          | -          |    | -           | -           | -           |    | 5    | 5    | 0    | 0    | 1986年度対抗戦 74-0            |
| 東京大学     | 1997            |    | 5              | 0              | 0              |    | -          | -          | -          |    | -           | -           | -           |    | 5    | 5    | 0    | 0    | 1997年度対抗戦 78-6            |
| 立教大学     | 2003            |    | 14             | 0              | 0              |    | -          | -          | -          |    | -           | -           | -           |    | 14   | 14   | 0    | 0    | 2003年度対抗戦 112-5           |
| 法政大学     | 1983            |    | -              | -              | -              |    | 3          | 0          | 2          |    | 3(2)        | 0           | 0           |    | 8    | 6    | 0    | 2    | 1983年度関東交流戦 13-10       |
| 関東学院大学 | 1990            |    | -              | -              | -              |    | 1          | 1          | 5          |    | 1           | 0           | 1(1)        |    | 9    | 2    | 1    | 6    | 2010年度大学選手権 39-13       |
| 日本大学     | 1997            |    | -              | -              | -              |    | 0          | 0          | 1          |    | -           | -           | -           |    | 1    | 0    | 0    | 1    | 未勝利                         |
| 大東文化大学 | 1999            |    | -              | -              | -              |    | 3          | 0          | 1          |    | 5           | 0           | 0           |    | 9    | 8    | 0    | 1    | 2012年度関東大学春季大会 98-0  |
| 東海大学     | 2005            |    | -              | -              | -              |    | 7          | 0          | 0          |    | 6           | 0           | 1           |    | 14   | 13   | 0    | 1    | 2005年度大学選手権 62-0        |
| 拓殖大学     | 2007            |    | -              | -              | -              |    | 2          | 0          | 0          |    | 1           | 0           | 0           |    | 3    | 3    | 0    | 0    | 2007年度大学選手権 52-19       |
| 流通経済大学 | 2012            |    | -              | -              | -              |    | 2          | 0          | 1          |    | 8           | 0           | 0           |    | 11   | 10   | 0    | 1    | 2012年度関東大学春季大会 29-15 |
| 中央大学     | 2014            |    | -              | -              | -              |    | 1          | 0          | 0          |    | 3           | 0           | 0           |    | 4    | 4    | 0    | 0    | 2014年度関東大学春季大会 82-7  |
| 同志社大学   | 1983            |    | -              | -              | -              |    | 53         | 0          | 5          |    | -           | -           | -           |    | 10   | 53   | 0    | 5    | 2002年度大学選手権 26-24       |
| 龍谷大学     | 1996            |    | -              | -              | -              |    | 1          | 0          | 0          |    | -           | -           | -           |    | 1    | 1    | 0    | 0    | 1996年度大学選手権 79-33       |
| 近畿大学     | 1997            |    | -              | -              | -              |    | 3          | 0          | 0          |    | -           | -           | -           |    | 3    | 3    | 0    | 0    | 1997年度大学選手権 45-21       |
| 立命館大学   | 2004            |    | -              | -              | -              |    | 2          | 0          | 0          |    | -           | -           | -           |    | 2    | 2    | 0    | 0    | 2004年度大学選手権 45-10       |
| 京都産業大学 | 2006            |    | -              | -              | -              |    | 1          | 0          | 1          |    | -           | -           | -           |    | 2    | 1    | 0    | 1    | 2021年度大学選手権 37-30       |
| 摂南大学     | 2008            |    | -              | -              | -              |    | 1          | 0          | 0          |    | -           | -           | -           |    | 1    | 1    | 0    | 0    | 2008年度大学選手権 55-7        |
| 天理大学     | 2011            |    | -              | -              | -              |    | 4          | 0          | 1          |    | -           | -           | -           |    | 5    | 4    | 0    | 1    | 2011年度大学選手権 15-12       |
| 関西学院大学 | 2013            |    | -              | -              | -              |    | 2          | 0          | 0          |    | -           | -           | -           |    | 2    | 2    | 0    | 0    | 2013年度大学選手権 78-5        |
| 関西大学     | 2015            |    | -              | -              | -              |    | 1          | 0          | 0          |    | -           | -           | -           |    | 1    | 1    | 0    | 0    | 2015年度大学選手権 87-22       |
| 福岡大学     | 1999            |    | -              | -              | -              |    | 1          | 0          | 0          |    | -           | -           | -           |    | 1    | 1    | 0    | 0    | 1999年度大学選手権 76-0        |
| 福岡工業大学 | 2011            |    | -              | -              | -              |    | 2          | 0          | 0          |    | -           | -           | -           |    | 2    | 2    | 0    | 0    | 2011年度大学選手権 96-6        |
| 朝日大学     | 2013            |    | -              | -              | -              |    | 2          | 0          | 0          |    | -           | -           | -           |    | 2    | 2    | 0    | 0    | 2013年度大学選手権 102-5       |

1 招待試合・練習試合・ジュニア選手権等は含まない。2023年度現在。
2 1968年度〜1992年度までに行われた関東大学ラグビー交流戦（大学選手権出場決定戦）と、2012年度より始まった関東大学春季大会での対戦成績を記載する。カッコ内は関東大学ラグビー交流戦（大学選手権出場決定戦）での対戦成績。
3 1勝は同志社側の棄権に伴う不戦勝

## 戦績
関東大学対抗戦での通算成績:240勝108敗2分
- 優勝:12回
- 連覇:8連覇（2011年度〜2018年度、史上初。）
- 最多連勝:21連勝（2021年度筑波大学戦〜　※継続中）

※2023年度終了時。
関東大学対抗戦加盟後のチームの戦績は以下のとおり。
    優勝      2位
| 年度 | 所属 | 勝敗      | 順位 | 勝敗表                                                                  | 監督     | 主将       | 大学選手権                     |
| ---- | ---- | --------- | ---- | ----------------------------------------------------------------------- | -------- | ---------- | ------------------------------ |
| 1977 | -    | 4勝2敗    | 5位  | 明治● 日体● 青学○ 成蹊○ 学習○ 成城○                                     |          |            |                                |
| 1978 | -    | 3勝4敗    | 7位  | 日体● 明治● 筑波● 早大● 成蹊○ 学習○ 成城○                               |          |            |                                |
| 1979 | -    | 3勝3敗    | 7位  | 明治● 早大● 日体● 青学○ 学習○ 成蹊○                                     |          |            |                                |
| 1980 | -    | 2勝4敗    | 8位  | 明治● 早大● 日体● 青学○ 学習○ 成蹊●                                     |          |            |                                |
| 1981 | -    | 3勝4敗    | 6位  | 早大● 明治● 日体● 筑波● 成蹊○ 青学○ 学習○                               |          |            |                                |
| 1982 | -    | 5勝4敗    | 6位  | 早大● 明治● 日体● 筑波● 青学○ 成蹊○ 学習○ 上智○ 成城○                   |          |            |                                |
| 1983 | -    | 7勝2敗    | 4位  | 日体● 明治● 早大○ 筑波○ 青学○ 成蹊○ 学習○ 上智○ 成城○                   | 水上茂   |            | 1回戦 4-31 同志社大学          |
| 1984 | -    | 7勝2敗    | 4位  | 早大● 日体● 明治○ 筑波○ 青学○ 成蹊○ 成城○ 学習○ 上智○                   | 水上茂   |            | 1回戦 6-52 同志社大学          |
| 1985 | -    | 6勝5敗    | 7位  | 明治● 早大● 日体● 青学● 筑波● 成蹊○ 学習○ 成城○ 一橋○ 上智○ 明学○       |          |            |                                |
| 1986 | -    | 6勝6敗    | 9位  | 明治● 早大● 筑波● 日体● 青学● 成蹊● 学習○ 成城○ 一橋○ 武蔵○ 明学○ 上智○ |          |            |                                |
| 1987 | -    | 5勝5敗    | 7位  | 早大● 筑波● 明治● 日体● 青学● 成城○ 明学○ 学習○ 成蹊○ 武蔵○             |          |            |                                |
| 1988 | -    | 5勝5敗    | 7位  | 明治● 日体● 早大● 筑波● 青学● 学習○ 成城○ 成蹊○ 上智○ 一橋○             |          |            |                                |
| 1989 | -    | 6勝4敗    | 5位  | 日体● 早大● 明治● 青学○ 筑波● 明学○ 成城○ 学習○ 武蔵○ 成蹊○             |          |            |                                |
| 1990 | -    | 6勝3敗1分 | 4位  | 明治● 早大● 青学△ 筑波○ 日体● 上智○ 成城○ 成蹊○ 学習○ 一橋○             |          |            | ※関東交流戦 6-10 関東学院大学  |
| 1991 | -    | 6勝4敗    | 5位  | 明治● 早大● 日体● 青学● 筑波○ 明学○ 成城○ 学習○ 成蹊○ 武蔵○             |          |            |                                |
| 1992 | -    | 5勝5敗    | 6位  | 明治● 早大● 日体● 筑波● 青学● 上智○ 成城○ 学習○ 一橋○ 成蹊○             |          |            |                                |
| 1993 | -    | 6勝4敗    | 6位  | 明治● 早大○ 日体● 青学● 筑波● 明学○ 成城○ 学習○ 成蹊○ 武蔵○             |          |            |                                |
| 1994 | -    | 4勝4敗    | 4位  | 明治● 早大● 日体○ 青学● 筑波● 成城○ 成蹊○ 上智○                         |          |            | 1回戦 13-22 法政大学           |
| 1995 | -    | 5勝2敗    | 4位  | 日体● 明治● 早大○ 筑波○ 青学○ 成蹊○ 明学○                               |          |            | 1回戦 18-22 関東学院大学       |
| 1996 | -    | 6勝2敗    | 3位  | 明治● 早大● 日体○ 筑波○ 青学○ 成蹊○ 成城○ 上智○                         | 岩出雅之 | 早野貴大   | 2回戦 16-28 関東学院大学       |
| 1997 | A    | 5勝2敗    | 3位  | 明治● 早大● 日体○ 筑波○ 青学○ 慶應○ 東大○                               | 岩出雅之 | 長島修     | 2回戦 17-26 日本大学           |
| 1998 | A    | -         | -    | 公式戦出場辞退                                                          | 岩出雅之 | 難波英樹   |                                |
| 1999 | A    | 5勝2敗    | 2位  | 慶應● 明治○ 早大● 日体○ 筑波○ 青学○ 東大○                               | 岩出雅之 | 岩間保彦   | 2回戦 15-30 大東文化大学       |
| 2000 | A    | 5勝2敗    | 4位  | 慶應● 明治● 早大○ 筑波○ 東大○ 日体○ 青学○                               | 岩出雅之 | 山本剛     | 2回戦 29-37 法政大学           |
| 2001 | A    | 4勝3敗    | 4位  | 早大● 慶應● 明治● 日体○ 筑波○ 青学○ 東大○                               | 岩出雅之 | 藤原正雄   | 1回戦 20-46 同志社大学         |
| 2002 | A    | 4勝3敗    | 4位  | 早大● 慶應● 明治● 筑波○ 日体○ 青学○ 東大○                               | 岩出雅之 | 高忠伸     | 準決勝 28-51 関東学院大学      |
| 2003 | A    | 5勝2敗    | 2位  | 早大● 筑波○ 明治○ 慶應● 日体○ 青学○ 立教○                               | 岩出雅之 | 川口勉     | 2回戦 プール戦Bグループ 1勝2敗 |
| 2004 | A    | 4勝3敗    | 4位  | 早大● 慶應● 明治● 筑波○ 日体○ 立教○ 青学○                               | 岩出雅之 | 辻井将孝   | 2回戦 5-41 関東学院大学        |
| 2005 | A    | 6勝1敗    | 2位  | 早大● 慶應○ 明治○ 日体○ 筑波○ 立教○ 青学○                               | 岩出雅之 | 大森拓雄   | 2回戦 7-50 同志社大学          |
| 2006 | A    | 5勝2敗    | 4位  | 早大● 明治● 慶應○ 日体○ 筑波○ 青学○ 立教○                               | 岩出雅之 | 岡田正平   | 1回戦 7-10 京都産業大学        |
| 2007 | A    | 4勝3敗    | 4位  | 早大● 明治● 慶應● 筑波○ 日体○ 成蹊○ 青学○                               | 岩出雅之 | 堀江翔太   | 準決勝 5-12 早稲田大学         |
| 2008 | A    | 6勝1分    | 1位  | 早大○ 日体○ 慶應△ 筑波○ 明治○ 成蹊○ 立教○                               | 岩出雅之 | 吉澤尊     | 準優勝 決勝 10-20 早稲田大学   |
| 2009 | A    | 5勝2敗    | 4位  | 早大● 慶應○ 筑波● 明治○ 日体○ 成蹊○ 立教○                               | 岩出雅之 | 野口真寛   | 優勝 決勝 14-13 東海大学       |
| 2010 | A    | 4勝3敗    | 4位  | 早大● 慶應● 明治● 筑波○ 成蹊○ 日体○ 立教○                               | 岩出雅之 | 吉田光治郎 | 優勝 決勝 17-12 早稲田大学     |
| 2011 | A    | 7勝0敗    | 1位  | 早大○ 明治○ 筑波○ 慶應○ 青学○ 日体○ 成蹊○                               | 岩出雅之 | 森田佳寿   | 優勝 決勝 15-12 天理大学       |
| 2012 | A    | 6勝1敗    | 1位1 | 筑波● 明治○ 早大○ 慶應○ 日体○ 青学○ 立教○                               | 岩出雅之 | 泉敬       | 優勝 決勝 39-22 筑波大学       |
| 2013 | A    | 7勝0敗    | 1位  | 早大○ 慶應○ 筑波○ 明治○ 青学○ 成蹊○ 日体○                               | 岩出雅之 | 中村亮土   | 優勝 決勝 41-34 早稲田大学     |
| 2014 | A    | 7勝0敗    | 1位  | 早大○ 明治○ 慶應○ 筑波○ 青学○ 立教○ 明学○                               | 岩出雅之 | 流大       | 優勝 決勝 50-7 筑波大学        |
| 2015 | A    | 6勝1敗    | 1位2 | 明治○ 筑波● 早大○ 慶應○ 青学○ 日体○ 立教○                               | 岩出雅之 | 坂手淳史   | 優勝 決勝 27-17 東海大学       |
| 2016 | A    | 7勝0敗    | 1位  | 早大○ 明治○ 慶應○ 筑波○ 青学○ 日体○ 成蹊○                               | 岩出雅之 | 亀井亮依   | 優勝 決勝 33-26 東海大学       |
| 2017 | A    | 7勝0敗    | 1位  | 明治○ 慶應○ 早大○ 筑波○ 日体○ 青学○ 成蹊○                               | 岩出雅之 | 堀越康介   | 優勝 決勝 21-20 明治大学       |
| 2018 | A    | 6勝1敗    | 1位3 | 早大○ 慶應○ 明治● 筑波○ 青学○ 日体○ 成蹊○                               | 岩出雅之 | 秋山大地   | 準決勝 7-29 天理大学           |
| 2019 | A    | 4勝3敗    | 3位4 | 明治● 早大● 筑波○ 慶應● 日体○ 青学○ 成蹊○                               | 岩出雅之 | 本郷泰司   | 3回戦 39-43 流通経済大学       |
| 2020 | A    | 4勝3敗    | 4位5 | 明治● 早大● 慶應● 筑波○ 日体○ 立教○ 青学○                               | 岩出雅之 | 松本健留   | 準決勝 27-33 早稲田大学        |
| 2021 | A    | 7勝0敗    | 1位  | 早大○ 明治○ 慶應○ 日体○ 筑波○ 青学○ 立教○                               | 岩出雅之 | 細木康太郎 | 優勝 決勝 27-14 明治大学       |
| 2022 | A    | 7勝0敗    | 1位  | 明治○ 早大○ 慶應○ 筑波○ 立教○ 青学○ 日体○                               | 相馬朋和 | 松山千大   | 優勝 決勝 73-20 早稲田大学     |
| 2023 | A    | 7勝0敗    | 1位  | 明治○ 早大○ 筑波○ 慶應○ 立教○ 青学○ 成蹊○                               | 相馬朋和 | 江良颯     | 優勝 決勝 34-15 明治大学       |

1筑波大学・明治大学と同率1位

2明治大学と同率1位

3早稲田大学と同率1位
4筑波大学と同率3位

5筑波大学と同率4位

## 大学選手権での戦績
出場:31回 通算成績:66勝19敗1分
- 優勝:12回
- 準優勝:1回
- ベスト4:4回

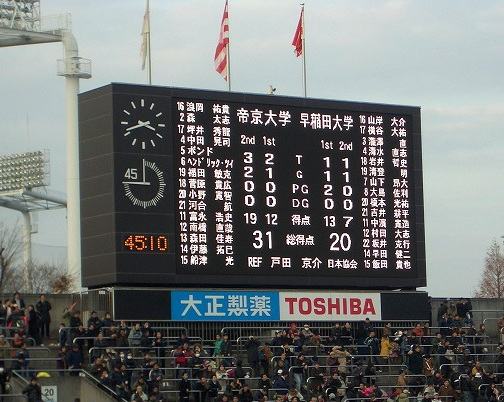
大学選手権で初めて早稲田大学を破る。この日より大学選手権での連勝記録が始まる。（2009年12月・第46回大学選手権2回戦、早稲田大学戦・秩父宮ラグビー場）

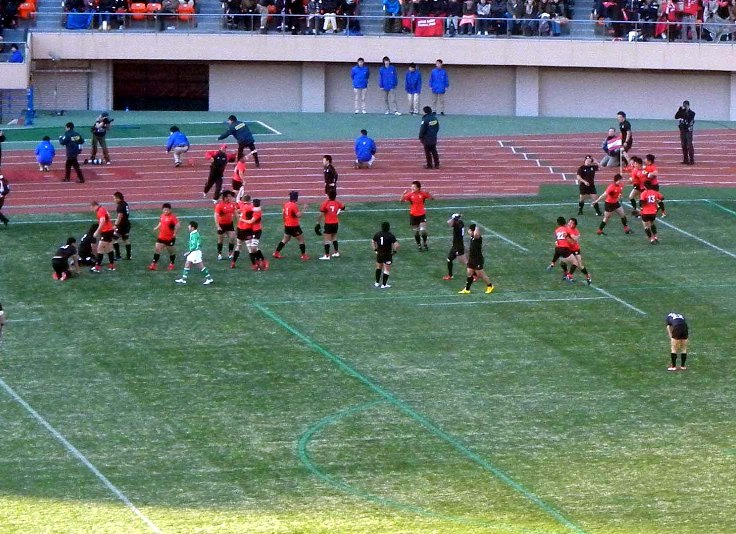
大学選手権3連覇達成（2012年1月・第48回大学選手権決勝、天理大学戦）

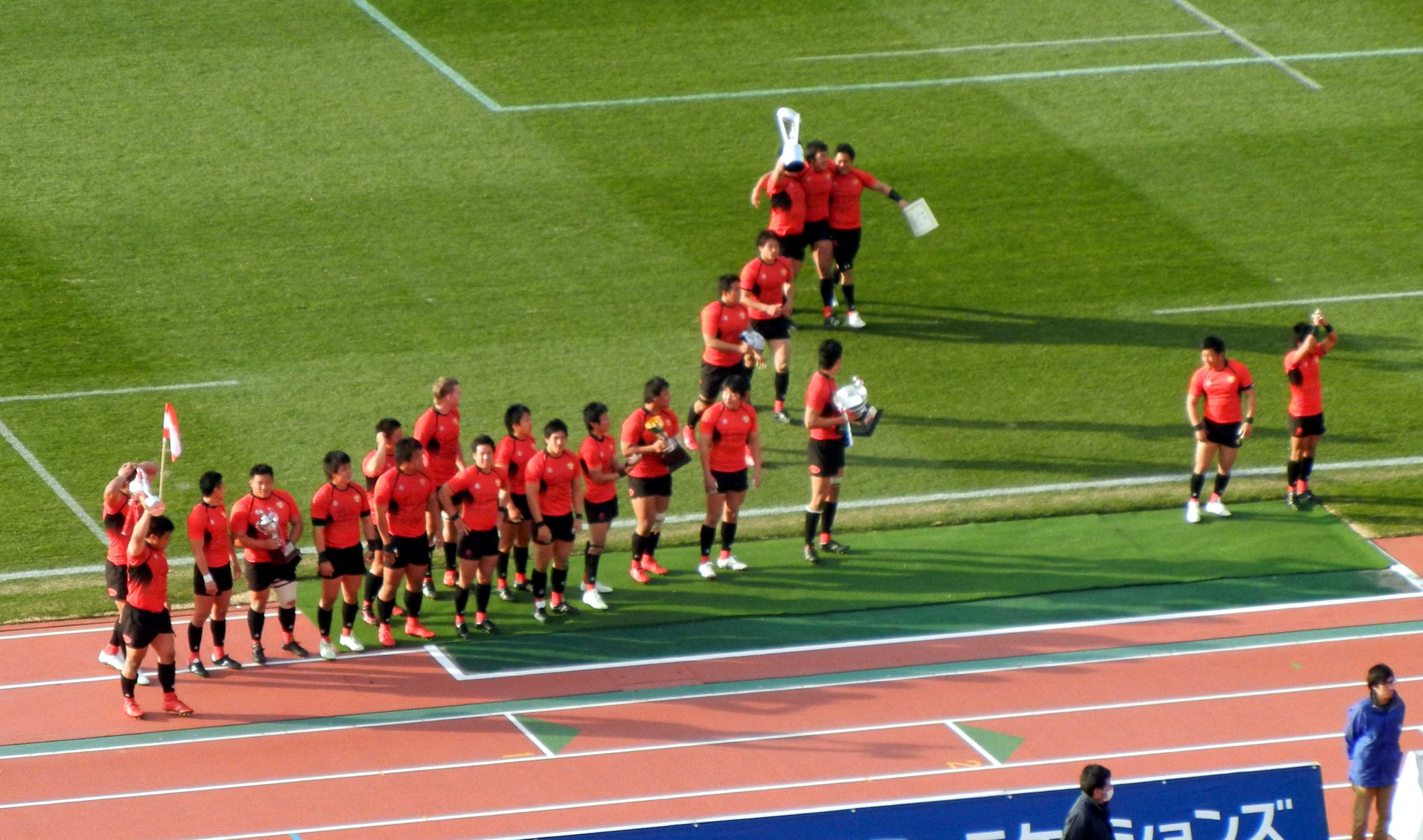
大学選手権4連覇を達成し、ファンに挨拶をする帝京大学の選手たち（2013年1月・第49回大学選手権決勝、筑波大学戦・国立競技場）

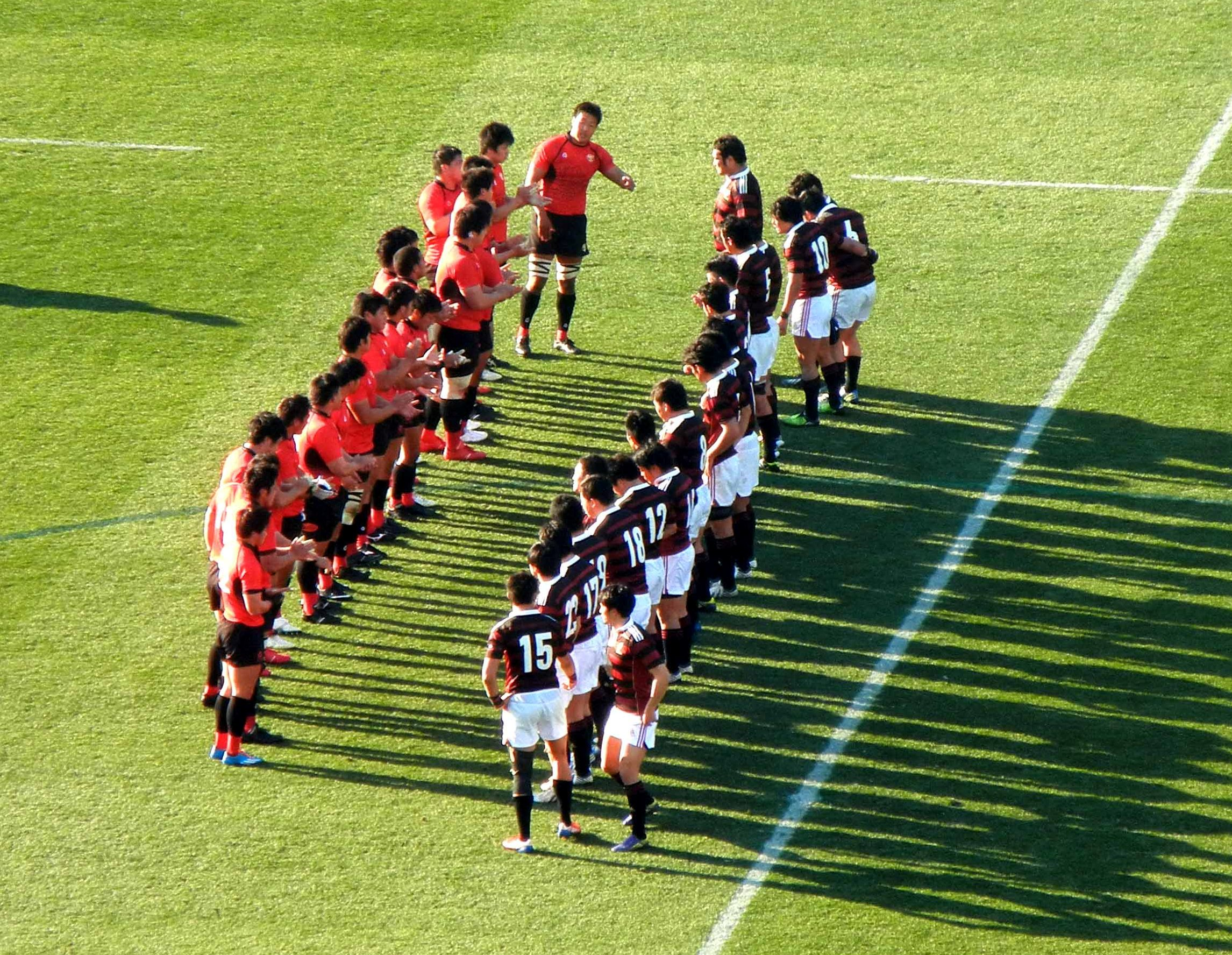
大学選手権5連覇を達成し、早稲田大学と健闘を讃え合う帝京大学の選手たち（2014年1月・第50回大学選手権決勝、早稲田大学戦・国立競技場）

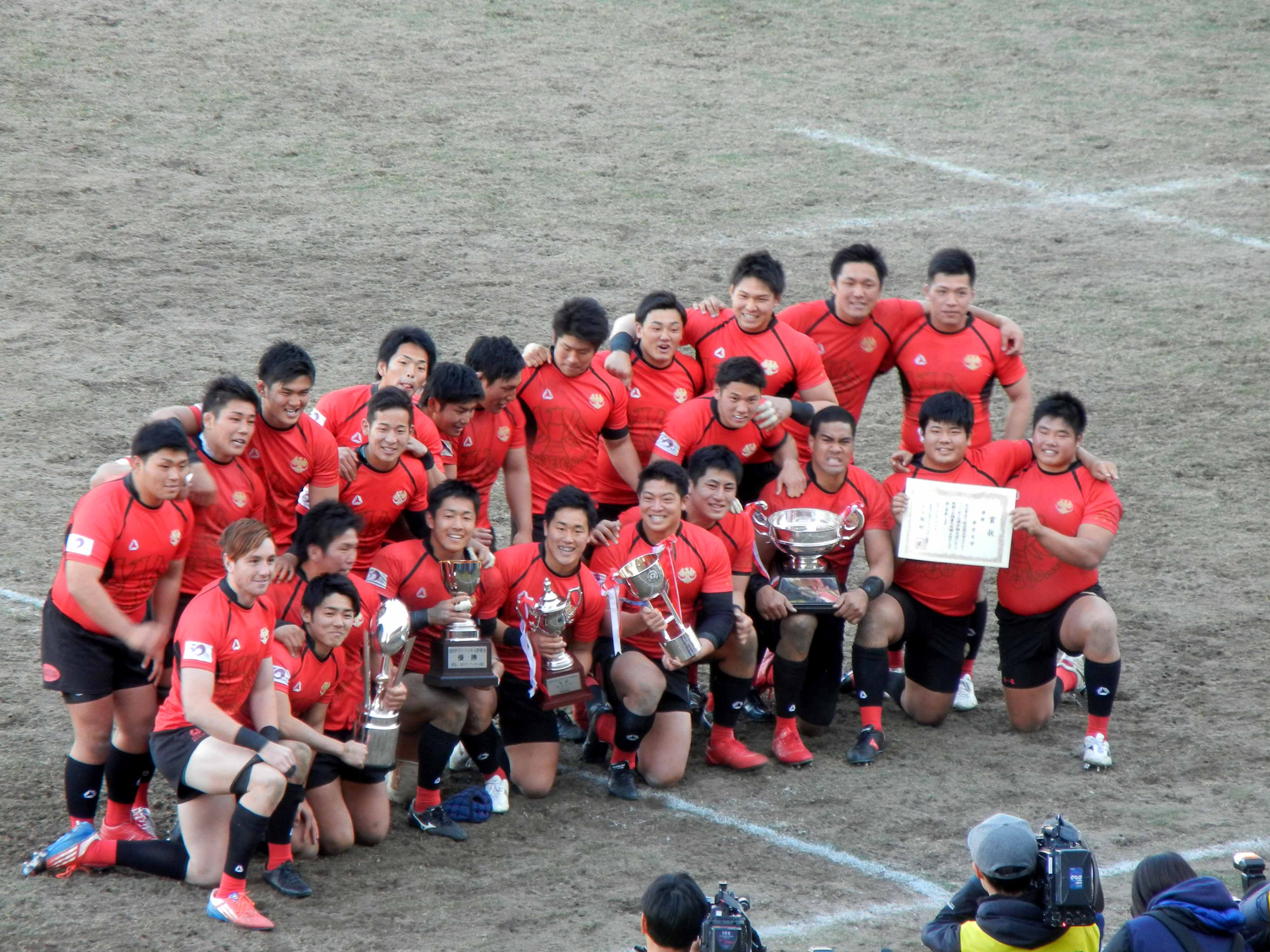
大学選手権7連覇を達成。（2016年1月・第52回大学選手権決勝、東海大学戦・秩父宮ラグビー場）

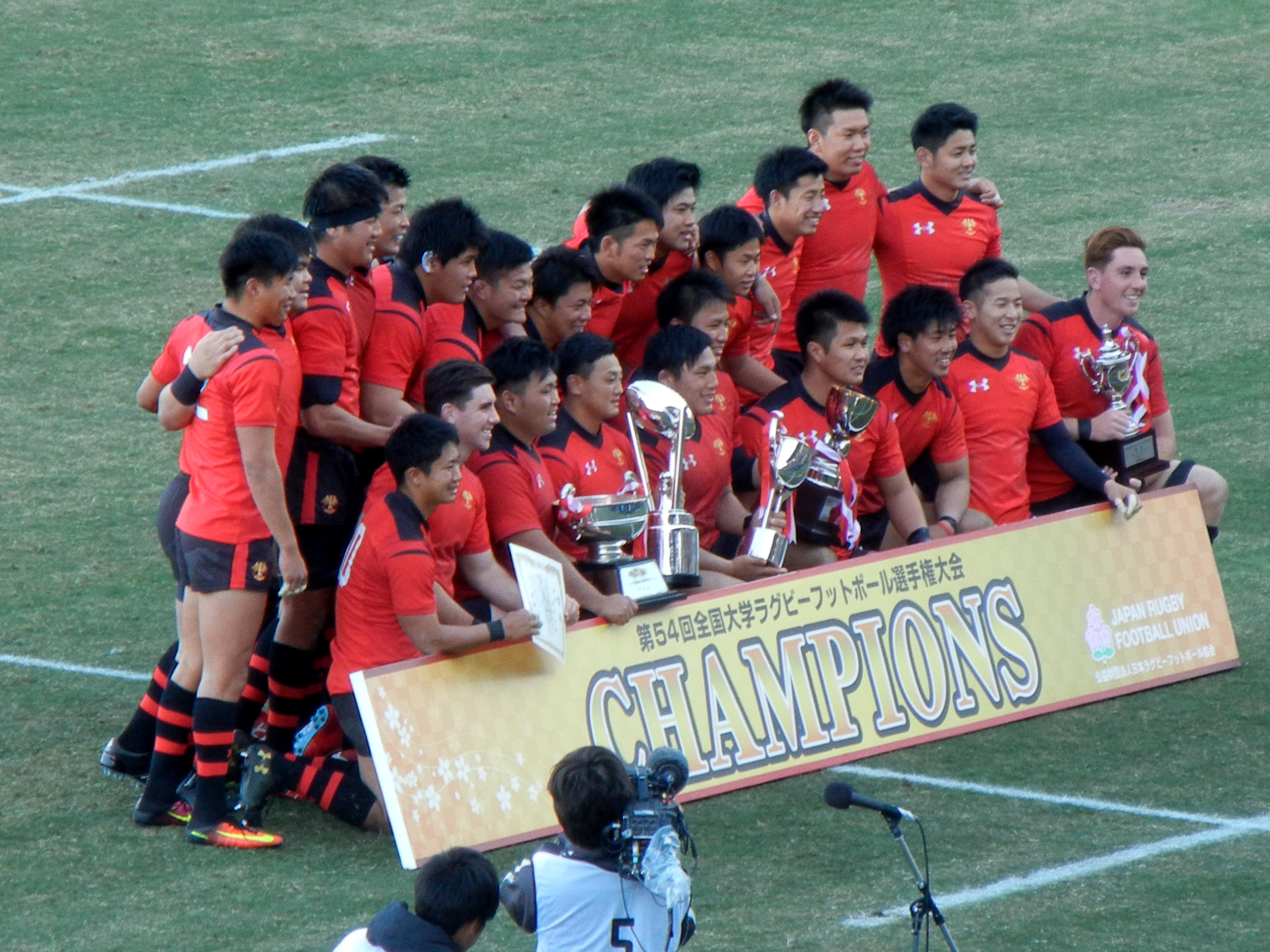
大学選手権9連覇を達成。（2018年1月・第54回大学選手権決勝、明治大学戦・秩父宮ラグビー場）

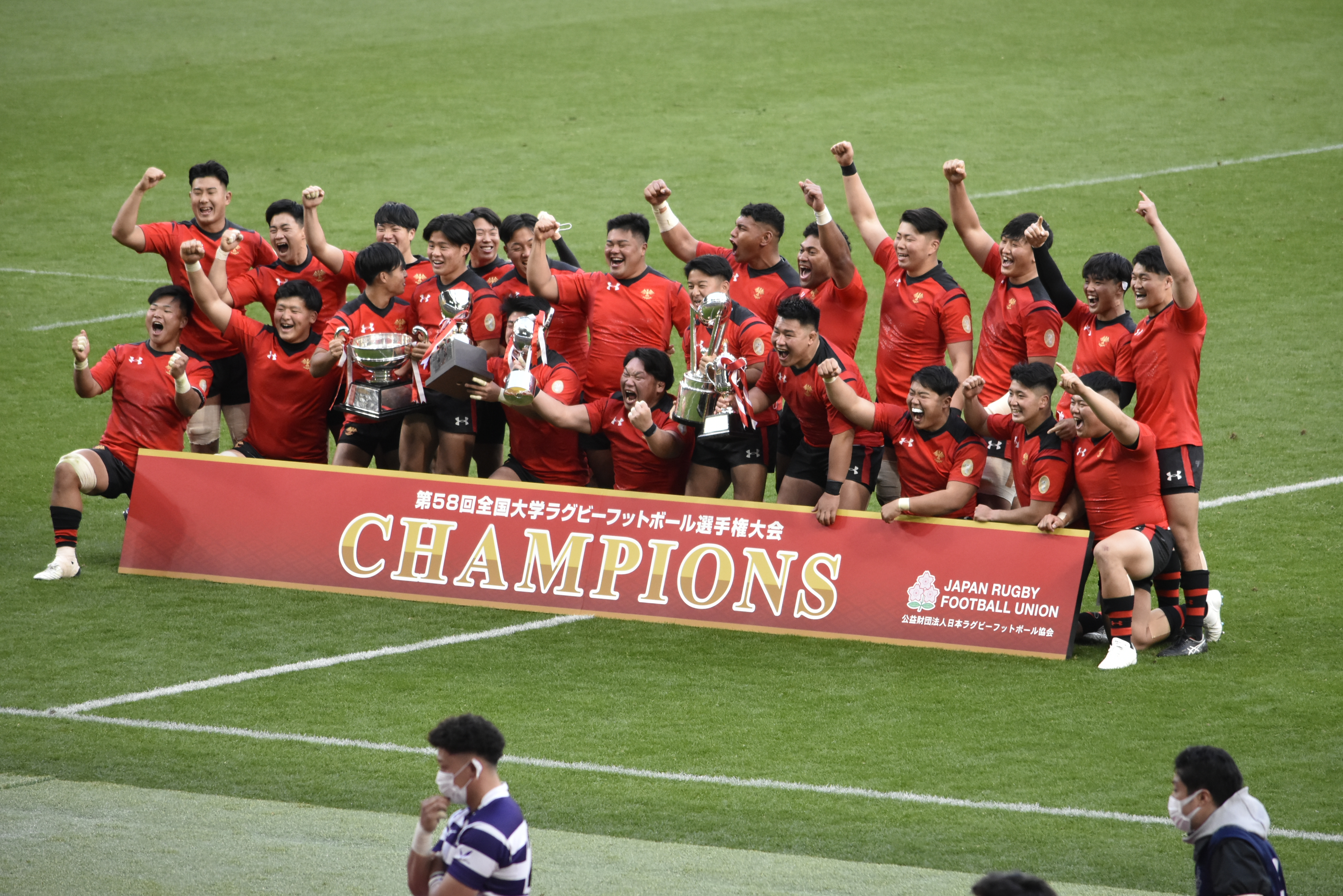
大学選手権で10回目の優勝。（2022年1月・第58回大学選手権決勝、明治大学戦・国立競技場）

- 連覇:9連覇（第46回大会〜第54回大会。史上初。）
- 最多連勝:38連勝（第46回大会2回戦早稲田大学戦〜第55回大会準々決勝流通経済大学戦。大学選手権最多連勝記録）

※2023年度終了時。
    優勝      準優勝     ベスト4
| 年度 | 大会       | 関東交流戦1         | 1回戦                                                               | 準決勝             | 決勝             | 備考              |
| ---- | ---------- | ------------------- | ------------------------------------------------------------------- | ------------------ | ---------------- | ----------------- |
| 1983 | 第20回大会 | 法政大学 13-10      | 同志社大学 4-31                                                     |                    |                  | 対抗戦4位で出場   |
| 1984 | 第21回大会 | 法政大学 31-18      | 同志社大学 6-52                                                     |                    |                  | 対抗戦4位で出場   |
| 年度 | 大会       | 1回戦               | 2回戦                                                               | 準決勝             | 決勝             | 備考              |
| 1994 | 第31回大会 | 法政大学 13-22      |                                                                     |                    |                  | 対抗戦4位で出場   |
| 1995 | 第32回大会 | 関東学院大学 18-22  |                                                                     |                    |                  | 対抗戦4位で出場   |
| 1996 | 第33回大会 | 龍谷大学 79-33      | 関東学院大学 16-28                                                  |                    |                  | 対抗戦3位で出場   |
| 1997 | 第34回大会 | 近畿大学 45-21      | 日本大学 17-26                                                      |                    |                  | 対抗戦3位で出場   |
| 1999 | 第36回大会 | 福岡大学 76-0       | 大東文化大学 15-30                                                  |                    |                  | 対抗戦2位で出場   |
| 2000 | 第37回大会 | 近畿大学 33-26      | 法政大学 29-37                                                      |                    |                  | 対抗戦4位で出場   |
| 2001 | 第38回大会 | 同志社大学 20-46    |                                                                     |                    |                  | 対抗戦4位で出場   |
| 2002 | 第39回大会 | 同志社大学 26-24    | 慶應義塾大学 40-27                                                  | 関東学院大学 28-51 |                  | 対抗戦4位で出場   |
| 2003 | 第40回大会 | 近畿大学 64-7       | 同志社大学 5-22 関東学院大学 12-85 明治大学 50-26 1勝2敗で敗退      |                    |                  | 対抗戦2位で出場   |
| 2004 | 第41回大会 | 立命館大学 45-10    | 関東学院大学 5-41                                                   |                    |                  | 対抗戦4位で出場   |
| 2005 | 第42回大会 | 東海大学 62-0       | 同志社大学 7-50                                                     |                    |                  | 対抗戦2位で出場   |
| 2006 | 第43回大会 | 京都産業大学 7-10   |                                                                     |                    |                  | 対抗戦4位で出場   |
| 2007 | 第44回大会 | 拓殖大学 52-19      | 筑波大学 46-8                                                       | 早稲田大学 5-12    |                  | 対抗戦4位で出場   |
| 2008 | 第45回大会 | 慶應義塾大学 23-17  | 摂南大学 55-7                                                       | 法政大学 36-10     | 早稲田大学 10-20 | 対抗戦1位で出場   |
| 2009 | 第46回大会 | 関東学院大学 17-172 | 早稲田大学 31-20                                                    | 明治大学 43-12     | 東海大学 14-13   | 対抗戦4位で出場   |
| 2010 | 第47回大会 | 関東学院大学 39-13  | 慶應義塾大学 38-7                                                   | 東海大学 36-22     | 早稲田大学 17-12 | 対抗戦4位で出場   |
| 2011 | 第48回大会 | 福岡工業大学 96-6   | 同志社大学 18-12                                                    | 筑波大学 29-3      | 天理大学 15-12   | 対抗戦1位で出場   |
| 年度 | 大会       | 1stS                | 2ndS                                                                | 準決勝             | 決勝             | 備考              |
| 2012 | 第49回大会 | -                   | 拓殖大学 65-3 福岡工業大学 116-0 立命館大学 48-12 3勝0敗で1位通過   | 早稲田大学 38-10   | 筑波大学 39-22   | 対抗戦2位枠で出場 |
| 2013 | 第50回大会 | -                   | 朝日大学 102-5 関西学院大学 78-5 大東文化大学 76-19 3勝0敗で1位通過 | 慶應義塾大学 45-14 | 早稲田大学 41-34 | 対抗戦1位で出場   |
| 2014 | 第51回大会 | -                   | 天理大学 43-3 朝日大学 83-12 法政大学 98-15 3勝0敗で1位通過         | 慶應義塾大学 53-10 | 筑波大学 50-7    | 対抗戦1位で出場   |
| 2015 | 第52回大会 | -                   | 法政大学 66-7 関西大学 87-22 中央大学 105-0 3勝0敗で1位通過         | 大東文化大学 68-33 | 東海大学 27-17   | 対抗戦1位枠で出場 |
| 年度 | 大会       | 3回戦               | 準々決勝                                                            | 準決勝             | 決勝             | 備考              |
| 2016 | 第53回大会 | -                   | 大東文化大学 55-19                                                  | 天理大学 42-24     | 東海大学 33-26   | 対抗戦1位で出場   |
| 2017 | 第54回大会 | -                   | 流通経済大学 68-19                                                  | 東海大学 31-12     | 明治大学 21-20   | 対抗戦1位で出場   |
| 2018 | 第55回大会 | -                   | 流通経済大学 45-0                                                   | 天理大学 7-29      |                  | 対抗戦1位で出場   |
| 2019 | 第56回大会 | 流通経済大学 39-43  |                                                                     |                    |                  | 対抗戦3位で出場   |
| 2020 | 第57回大会 | 同志社大学 不戦勝3  | 東海大学 14-8                                                       | 早稲田大学 27-33   |                  | 対抗戦4位で出場   |
| 2021 | 第58回大会 | -                   | 同志社大学 76-24                                                    | 京都産業大学 37-30 | 明治大学 27-14   | 対抗戦1位で出場   |
| 2022 | 第59回大会 | -                   | 同志社大学 50-0                                                     | 筑波大学 71-5      | 早稲田大学 73-20 | 対抗戦1位で出場   |
| 2023 | 第60回大会 | -                   | 関西学院大学 78-15                                                  | 天理大学 22-12     | 明治大学 34-15   | 対抗戦1位で出場   |

1 1968年度〜1992年度までに行われた関東大学ラグビー交流戦（大学選手権出場決定戦）であって、大学選手権の通算成績には含まない。
2 トライ数の差により2回戦進出
3 同志社大学ラグビー部内で新型コロナウイルス感染者が出たため、同大学が選手権出場を辞退したことに伴う不戦勝

## 日本選手権での戦績
出場:11回 通算成績:6勝10敗1分
- 準優勝:1回

| 年度 | 大会       | 1回戦                            | 2回戦                              |
| ---- | ---------- | -------------------------------- | ---------------------------------- |
| 2002 | 第40回大会 | サントリー 12-72                 |                                    |
| 2003 | 第41回大会 | タマリバクラブ 38-10             | コカ・コーラウエストジャパン 14-71 |
| 2008 | 第46回大会 | リコーブラックラムズ 25-251      |                                    |
| 2009 | 第47回大会 | 六甲ファイティングブル 76-7      | NECグリーンロケッツ 5-38           |
| 2010 | 第48回大会 | タマリバクラブ 74-3              | 東芝ブレイブルーパス 10-43         |
| 2011 | 第49回大会 | 六甲ファイティングブル 83-12     | 東芝ブレイブルーパス 19-86         |
| 2012 | 第50回大会 | 六甲ファイティングブル 115-5     | パナソニックワイルドナイツ 21-54   |
| 2013 | 第51回大会 | トヨタ自動車ヴェルブリッツ 13-38 |                                    |
| 2014 | 第52回大会 | NECグリーンロケッツ 31-25        | 東芝ブレイブルーパス 24-38         |
| 年度 | 大会       | 決勝戦                           |                                    |
| 2015 | 第53回大会 | パナソニックワイルドナイツ 15-49 |                                    |
| 年度 | 大会       | 準決勝                           | 決勝                               |
| 2016 | 第54回大会 | サントリーサンゴリアス 29-54     |                                    |

1 トライ数の差によりリコーブラックラムズが2回戦進出

## 主な選手

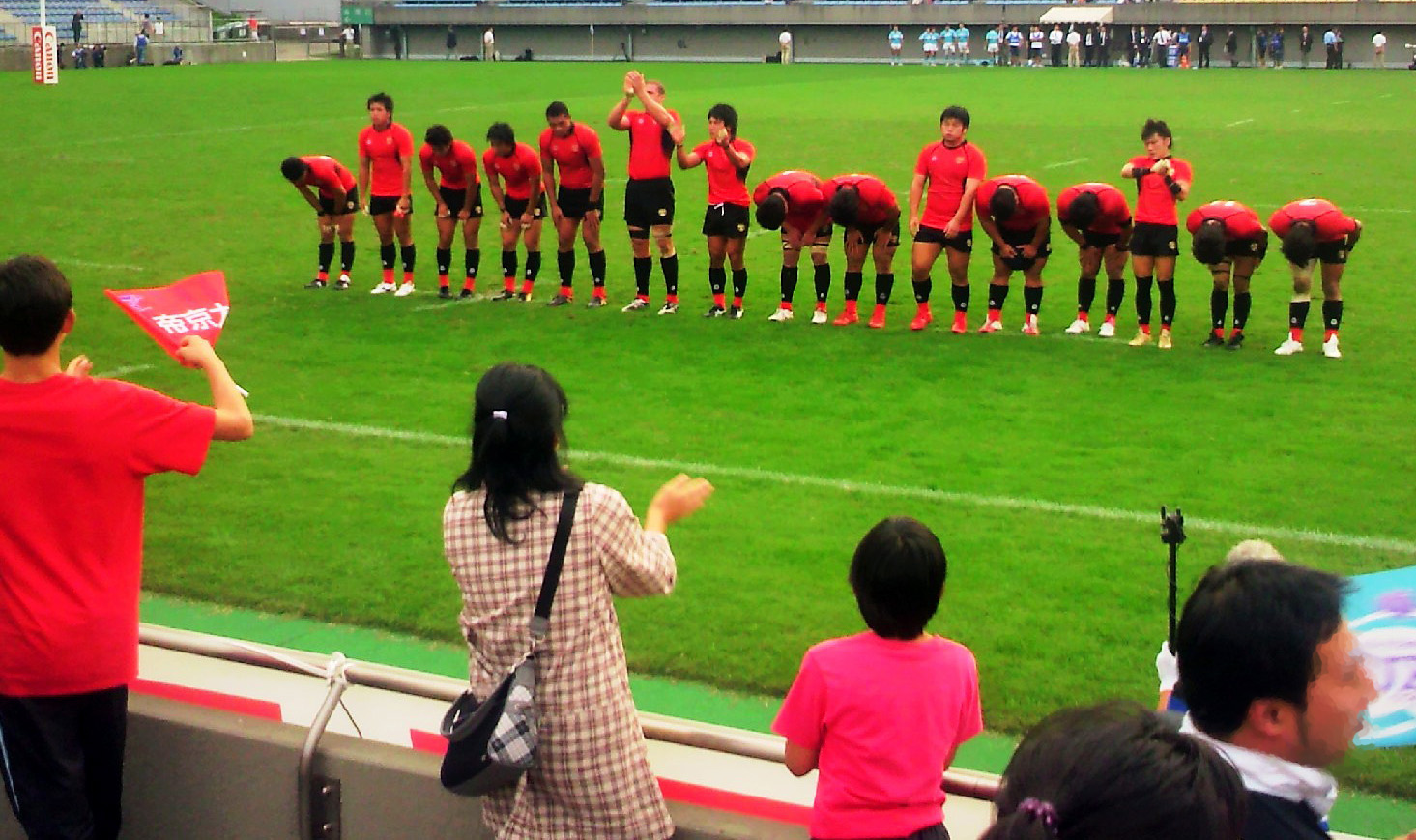
ノーサイド後観客席のファンに挨拶をする帝京フィフティーン（2010年10月・筑波大学戦・秩父宮ラグビー場）

- 青木恵斗（主将、FL・LO / 桐蔭学園高出身）
- 本橋拓馬（副将、LO / 京都成章高出身）
- 李錦寿（副将、SH / 大阪朝鮮高出身）
- 當眞蓮（FWリーダー、HO / 流経大柏高出身）
- 小村真也（BKリーダー、UTB / ハミルトンボーイズ高出身）
- 河村ノエル（SO・CTB / 大阪桐蔭高出身）
- 本橋尭也（SO / 京都成章高出身）
- 高本とわ（SO / 東福岡高出身）
- ダウナカマカマ・カイサ（No.8 / 大分東明高出身）

## 主な出身者
- 田村誠（SO・CTB、元トヨタ自動車選手・監督・部長、元日本代表コーチ、元豊田自動織機シャトルズ監督/ 國學院久我山高出身）
- 竹村光弘（FL、元トヨタ自動車）
- 松田浩（PR、元トヨタ自動車）
- 塚本浩二（LO、元トヨタ自動車）
- 池田智（成蹊大学ラグビー部元監督/ 成蹊高出身）
- 鬼沢淳（WTB、元東芝府中/ 川口高出身）
- 渡部監祥（SO、元東芝府中、/ 新田高出身）
- 田中良（FL、元東芝府中）
- 相澤輝雄（CTB、元NEC選手・総監督/ 國學院久我山高出身）
- 早野貴大（1996年度主将、LO・No.8、元サントリーサンゴリアス、元日本代表/ 桂高出身）
- 山賀敦之（PR、セコムラガッツ元総監督/ 朝霞西高出身）
- 高橋寛（PR、元東芝ブレイブルーパス、元日本代表/ 成蹊高出身）
- 難波英樹（1998年度主将、CTB、元トヨタ自動車ヴェルブリッツ、元日本代表、2003年W杯出場/ 相模台工高出身）
- 由良康美（SO、六甲ファイティングブル/ 啓光学園高出身）
- 本間俊治（FL、元ヤマハ発動機ジュビロ、岩出監督の高校時代からの愛弟子/ 八幡工高出身）
- 吉田英之（SO・CTB、元クボタスピアーズ、元日本代表/ 高崎商高出身）
- 岩間保彦（1999年度主将、PR・HO、元トヨタ自動車ヴェルブリッツ、元日本代表/ 相模台工高出身）
- 相馬朋和（PR、元パナソニック ワイルドナイツ、元日本代表主将、2007年W杯出場/ 東京高出身）
- 住田ワタリ（LF、プロ野球・元中日ドラゴンズコンディショニングコーチ/ 布施工高出身）
- 山本剛（2000年度主将、CTB、元トヨタ自動車ヴェルブリッツ、元日本代表スコッド/ 八幡工高出身）
- 竹原真敬（プロボクサー/ 大阪桐蔭高出身）
- 瀬川貴久（No.8、元サントリーサンゴリアス/ 盛岡工高出身）
- 高忠伸（2002年度主将、FB、近鉄ライナーズ、元日本代表スコッド/ 桐蔭学園高出身）
- 串田義和（FL、元ヤマハ発動機ジュビロ/ 愛知中村高出身）
- 福地達彦（SH、元近鉄ライナーズ/ 甲南高出身）
- 清野護（LO、元クボタスピアーズ、元日本代表スコッド/ 東京学館高出身）
- 石澤健太郎（LO、元東芝ブレイブルーパス/ 明和県央高出身）
- 川口勉（2003年度主将、PR、元東芝ブレイブルーパス/ 大工大高出身）
- 秋葉俊和（PR、NTTコミュニケーションズシャイニングアークス/ 山形中央高出身）
- 太田洋治（CTB、元近鉄ライナーズ/ 天理高出身）
- 辻井将孝（2004年度主将、FL、元神戸製鋼コベルコスティーラーズ/ 伏見工高出身）
- 田邉篤（PR、近鉄ライナーズ/ 帝京高出身）
- 河原崎峻（FL、九州電力キューデンヴォルテクス/ 小倉高出身）
- 木村允彦（WTB、元ホンダヒート/ 千種高出身）
- 小西大輔（SO・FB、ホンダヒート/ 御所工高出身）
- 成昴徳（PR、近鉄ライナーズ/ 大阪朝鮮高出身）
- 長田剛（SH、元釜石シーウェイブス/ 天理高出身）
- 岩戸博和（SO・CTB、元中国電力レッドレグリオンズ/ 御所実業高出身）
- 岡田正平（2006年度主将、No.8、元コカ・コーラウエストレッドスパークス/ 新田高出身）
- 佐藤拓（LO、元キヤノンイーグルス/ 仙台育英高出身）
- 安江祥光（PR、神戸製鋼コベルコスティーラーズ、元日本代表/ 帝京高出身）
- 倉林史和（CTB・WTB、NTTコミュニケーションズシャイニングアークス/ つくば秀英高出身）
- 堀江翔太（2007年度主将、No.8・FL・HO、パナソニックワイルドナイツ、日本代表主将、2011年W杯・2015年W杯・2019年W杯出場/ 島本高出身）
- 猿渡知（SH、宗像サニックスブルース/ 長崎南山高出身）
- 冨田秀樹（LO、 NTTコミュニケーションズシャイニングアークス/ 秋田中央高出身）
- 濱田宇功（HO、 NTTコミュニケーションズシャイニングアークス/ 府中西高出身）
- 山田久寿（CTB、コカ・コーラレッドスパークス/ 佐賀工高出身）
- 吉澤尊（2008年度主将、FL、元リコーブラックラムズ / 熊谷工高出身）
- 天野豪紀（HO、ホンダヒート / 大工大高出身）
- 平原大敬（PR、 コカ・コーラウエストレッドスパークス/ 高鍋高出身）
- 鎌田哲郎（CTB・WTB、ホンダヒート/ 尾道高出身）
- 井本克典（CTB、ヤマハ発動機ジュビロ/ 延岡東高出身）
- 内田涼（SO、元NECグリーンロケッツ/ 佐賀工高出身）
- 西村渉（SH、 NTTコミュニケーションズシャイニングアークス/ 御所工高出身）
- 甲斐洋充（LO、 キヤノンイーグルス/ 報徳学園高出身）
- 野口真寛（2009年度主将、No.8・HO、元リコーブラックラムズ/ つくば秀英高出身）
- 甲斐尚哉（PR、 NTTコミュニケーションズシャイニングアークス/ 高鍋高出身）
- 徳永亮（SO・CTB、リコーブラックラムズ/ 熊本西高出身）
- 船津光（FB・CTB、JR九州サンダース/ 荒尾高出身）
- 伊東秀剛（PR、元トヨタ自動車ヴェルブリッツ/ 長崎東高出身）
- 浪岡祐貴（PR、豊田自動織機シャトルズ/ 三沢商高出身）
- 沼尻大輝（WTB、NTTコミュニケーションズシャイニングアークス/ 熊谷工高出身）
- 河合航（CTB、豊田自動織機シャトルズ/ 國學院栃木高出身）
- 安岡貴之（HO、豊田自動織機シャトルズ/ 伏見工高出身）
- 野田創（WTB、元神戸製鋼コベルコスティーラーズ、元日本代表スコッド/ 名古屋工高出身）
- 中田晃司（LO・No.8、ホンダヒート/ 荒尾高出身）
- 吉田光治郎（2010年度主将、FL、トヨタ自動車ヴェルブリッツ / 啓光学園高出身 ）
- 森太志（HO、東芝ブレイブルーパス、日本代表 / 仙台育英高出身 ）
- 柴田一昂（No.8・FL、JR九州サンダース / 長崎南山高出身）
- ヘンドリック・ツイ（FL、サントリーサンゴリアス、日本代表、2015年W杯・2019年W杯出場 / デラセルカレッジ出身）
- 冨沢智也（CTB、日本IBMビッグブルー/ 仙台育英高出身）
- 坪井秀龍（PR、中国電力、元日本代表 / 岡山工高出身）
- 森田佳寿（2011年度主将、SO・CTB、元東芝ブレイブルーパス / 御所工高出身 ）
- 大出憲司（PR、豊田自動織機シャトルズ/ 國學院栃木高出身）
- 權正赫（CTB、宗像サニックスブルース、韓国代表/ 朝明高出身）
- 滑川剛人（SH、トヨタ自動車ヴェルブリッツ / 桐蔭学園高出身 ）
- 小山田岳（FL、豊田自動織機シャトルズ / 伏見工高出身 ）
- 辻井健太（PR、リコーブラックラムズ / 伏見工高出身 ）
- ティモシー・ボンド（LO、ベイ・オブ・プレンティ（NZ）、元日本A代表 / CBHS出身）
- 南橋直哉（CTB、神戸製鋼コベルコスティーラーズ / 伏見工高出身）
- 白隆尚（HO、NTTコミュニケーションズシャイニングアークス / 啓光学園高出身）
- 吉田康平（PR・HO、トヨタ自動車ヴェルブリッツ / 京都成章高出身 ）
- 西村尚記（PR、NTTドコモレッドハリケーンズ / 京都成章高出身 ）
- 前田龍佑（PR、近鉄ライナーズ/ 上宮太子高出身 ）
- 伊藤拓巳（WTB・FB、日本IBMビッグブルー / 國學院久我山高出身）
- 泉敬（2012年度主将、HO、NTTドコモレッドハリケーンズ / 常翔学園高出身）
- 小野寛智（SO・SH・WTB・FB、NTTコミュニケーションズシャイニングアークス / 東福岡高出身）
- 松永真也（LO、吉本興業所属お笑い芸人「しんや」 / 大阪商大高出身）
- 松永浩平（FL、中国電力 / 広島工高出身）
- 荒井基植（CTB、中国電力 / 小倉高出身）
- 菅谷優（WTB、キヤノンイーグルス / 柏日体高出身）
- 天野寿紀（SH、キヤノンイーグルス / 常翔学園高出身）
- 南藤辰馬（WTB、近鉄ライナーズ / 伏見工高出身）
- 木下修一（FL、コカ・コーラレッドスパークス / 佐賀工高出身）
- 出渕賢史（PR、豊田自動織機シャトルズ / 関西高出身 ）
- 徳富大樹（CTB・WTB・FB、JR九州サンダース / 佐賀工高出身）
- 猿渡康雄（PR、コカ・コーラレッドスパークス / 荒尾高出身）
- 藤田哲啓（FL、日野レッドドルフィンズ/ 青森北高出身）
- 渡辺郷（CTB、コカ・コーラレッドスパークス / 熊本西高出身）
- 中村亮土（2013年度主将、SO・CTB、サントリーサンゴリアス、日本代表、2019年W杯出場 / 鹿児島実高出身）
- 大橋晋（CTB、豊田自動織機シャトルズ / 常翔学園高出身）
- 李聖彰（LO・No.8、東芝ブレイブルーパス / 東京朝鮮高出身）
- 竹田宜純（FB、トヨタ自動車ヴェルブリッツ / 御所実高出身）
- 筬島直人（LO・FL、コカ・コーラレッドスパークス / 熊本西高出身）
- 大和田立（FL、NECグリーンロケッツ / 美幌高出身）
- 今村哲央（LO、豊田自動織機シャトルズ / 佐賀工高出身）
- 古賀雄紀（PR、JR九州サンダース / 佐賀工高出身）
- 牧田旦（CTB、リコーブラックラムズ、日本代表候補 / 湘南工科大付属高出身）
- 松井佑太（FB、日野自動車レッドドルフィンズ/ 東農大二高出身）
- 伊藤哲章（サントリーサンゴリアスチームスタッフ / 静岡聖光学院高出身）
- 流大（2014年度主将、SH、サントリーサンゴリアス、日本代表、2019年W杯出場 / 荒尾高出身）
- 森川由起乙（HO・PR、サントリーサンゴリアス / 京都成章高出身）
- 小瀧尚弘（LO、東芝ブレイブルーパス、日本代表 / 鹿児島実高出身）
- 山崎雄希（SO、コカ・コーラレッドスパークス / 長崎北陽台高出身）
- 磯田泰成（WTB、九州電力キューデンヴォルテクス、関東大学対抗戦最多トライ記録保持者[87] / 延岡星雲高出身）
- 権裕人（CTB、パナソニックワイルドナイツ / 大阪朝鮮高出身）
- 杉永亮太（FL・No.8、キヤノンイーグルス / 長崎南山高出身）
- 東恩納寛太（PR、キヤノンイーグルス、日本代表 / 名護高出身）
- 朴成基（SO、Honda HEAT / 大阪朝鮮高出身）
- 町野泰司（LO、コカ・コーラレッドスパークス / 荒尾高出身）
- 前原巧（CTB、JR九州サンダース / コザ高出身）
- 河口駿（FL・No.8、中国電力 / 常翔啓光学園高出身）
- 塚本奨平（SH、中国電力 / 東海大仰星高出身）
- 大塚貴之（WTB、六甲ファイティングブル / 大分雄城台高出身）
- 坂手淳史（2015年度主将、HO・No.8、パナソニックワイルドナイツ、日本代表、2019年W杯出場 / 京都成章高出身）
- 浅堀航平（PR、トヨタ自動車ヴェルブリッツ、日本代表 / 京都成章高出身）
- 荒井康植（SH、キヤノンイーグルス / 佐賀工高出身）
- 石垣航平（CTB・WTB、コカ・コーラレッドスパークス / 宮古高出身）
- 伊藤玖祥（SH、ホンダヒート/ 四日市農芸高出身）
- 小野貴久（FL、日野自動車レッドドルフィンズ/ 國學院栃木高出身）
- 金田瑛司（SO・CTB、パナソニックワイルドナイツ / 伏見工高出身）
- 徳永一斗（PR、九州電力キューデンヴォルテクス / 佐賀工高出身）
- 服部航介（FL、ホンダヒート/ 和歌山工高出身）
- 濱野大輔（CTB、リコーブラックラムズ / 桐蔭学園高出身）
- 深村亮太（PR、東芝ブレイブルーパス / 佐賀工高出身）
- マルジーン・イラウア（FL、静岡ブルーレヴズ、日本代表 / ケルストンボーイズ高出身）
- 森谷圭介（SO・CTB・WTB・FB、パナソニックワイルドナイツ / 正智深谷高出身）
- 川崎桜子（日本協会公認女子A級レフリー[88]、リオデジャネイロオリンピックラグビー競技レフリー[89]/ 玉川学園高出身）
- 亀井亮依（2016年度主将、FL、NECグリーンロケッツ / 常翔啓光学園高出身）
- 飯野晃司（LO・No.8、サントリーサンゴリアス / 三好高出身）
- 木付丈博（LO、九州電力キューデンヴォルテクス / 荒尾高出身）
- 金嶺志（LO、NTTコミュニケーションズシャイニングアークス / 東京朝鮮高出身）
- 呉味和昌（PR、ホンダヒート / 京都成章高出身）
- 重一生（SH・FB、神戸製鋼コベルコスティーラーズ / 常翔学園高出身）
- 園木邦弥（CTB、日野レッドドルフィンズ / 春日丘高出身）
- 竹井勇二（HO、トヨタ自動車ヴェルブリッツ / 御所実高出身）
- 中村良真（SO、釜石シーウェイブス / 八戸西高出身）
- 姫野和樹（No.8・LO、トヨタ自動車ヴェルブリッツ、日本代表、2019年W杯出場 / 春日丘高出身）
- 松田力也（SO・WTB・FB、パナソニックワイルドナイツ、日本代表、2019年W杯出場 / 伏見工高出身）
- 山口健太（LO、元トヨタ自動車ヴェルブリッツ / 東京高出身）
- 堀越康介（2017年度主将、PR、サントリーサンゴリアス、日本代表 / 桐蔭学園高出身）
- 岡田優輝（CTB、トヨタ自動車ヴェルブリッツ / 大阪桐蔭高出身）
- 尾崎晟也（WTB・FB、サントリーサンゴリアス、日本代表 / 伏見工高出身）
- 金廉（PR、NTTドコモレッドハリケーンズ / 大阪朝鮮高出身）
- 垣本竜哉（PR、トヨタ自動車ヴェルブリッツ / 大阪桐蔭高出身）
- 津岡翔太郎（WTB、コカ・コーラレッドスパークス / 佐賀工高出身）
- 西和磨（PR、リコーブラックラムズ / 京都成章高出身）
- 平井将太郎（PR、NTTコミュニケーションズシャイニングアークス / 長崎南山高出身）
- 古田凌（FL、ホンダヒート / 京都成章高出身）
- 矢富洋則（CTB・FB、7人制日本代表、ヤマハ発動機ジュビロ / 仙台育英高出身）
- 吉田杏（FL・No.8・WTB、トヨタ自動車ヴェルブリッツ / 大阪桐蔭高出身）
- 李城鏞（PR、三菱重工相模原ダイナボアーズ / 大阪朝鮮高出身）
- 秋山大地（2018年度主将、LO、トヨタ自動車ヴェルブリッツ / つるぎ高出身）
- 竹山晃暉（WTB、FB、パナソニックワイルドナイツ / 御所実高出身）
- ブロディ・マクカラン（No.8・FL、神戸製鋼コベルコスティーラーズ / ハミルトンボーイズ高出身）
- 今村陽良（LO、神戸製鋼コベルコスティーラーズ / 東福岡高出身）
- 小畑健太郎（SH、神戸製鋼コベルコスティーラーズ / 伏見工高出身）
- 呉季依典（HO、Honda HEAT / 京都成章高出身）
- 淺岡俊亮（PR、トヨタ自動車ヴェルブリッツ / 京都成章高出身）
- 岡本慎太郎（PR、ヤマハ発動機ジュビロ / 京都成章高出身）
- 田上稔（SH、ヤマハ発動機ジュビロ / 佐賀工業高出身）
- 當眞琢（PR、NECグリーンロケッツ / コザ高出身）
- 吉川浩貴（SH、NECグリーンロケッツ / 御所実高出身）
- 長谷川寛太（PR、宗像サニックスブルース / 長崎北陽台高出身）
- 菅原貴人（LO・FL、近鉄ライナーズ / 御所実高出身）
- 藤田達成（LO、NTTドコモレッドハリケーンズ / 東福岡高出身）
- 大内空（CTB・WTB、日野レッドドルフィンズ / 佐野日大高出身）
- 本郷泰司（2019年度主将、SO・CTB、NTTコミュニケーションズシャイニングアークス / 京都成章高出身）
- 末拓実（SH、豊田自動織機シャトルズ / 長崎北陽台高出身）
- ジョセファ・ロガヴァトゥ（No.8・FL・LO、リコーブラックラムズ /ハミルトンボーイズ高出身）
- 宮上廉（WTB・FB、東芝ブレイブルーパス / 佐賀工高出身）
- 本山尊（LO、NECグリーンロケッツ / 大分東明高出身）
- 新井翼（CTB、パナソニック ワイルドナイツ / 流経大柏高出身）
- 佐藤羅雲（FL、マツダブルーズーマーズ / つるぎ高出身）
- 亀井康平（FL、マツダブルーズーマーズ / 摂津高出身）
- 松本健留（2020年度主将、FL、NTTコミュニケーションズシャイニングアークス / 大阪桐蔭高出身）
- 奥村翔（SO・FB、静岡ブルーレヴズ / 伏見工高出身）
- 北村将大（SO、トヨタ自動車ヴェルブリッツ / 御所実高出身）
- 清水岳（PR、トヨタ自動車ヴェルブリッツ / 大阪桐蔭高出身）
- 李承爀（HO、Honda HEAT / 大阪朝鮮高出身）
- オトジョシュア輝恵（LO、クボタスピアーズ / 八王子学園八王子高出身）
- ニコラス・マクカラン（CTB、東芝ブレイブルーパス /ハミルトンボーイズ高出身）
- 土永雷（SH、宗像サニックスブルース / 光泉高出身）
- 安田司（FL、NTTドコモレッドハリケーンズ / 常翔学園高出身）
- 久保克斗（LO、キヤノンイーグルス / 國學院栃木高出身）
- 薬師寺晃（WTB、キヤノンイーグルス / 大分舞鶴高出身）
- 尾崎泰雅（WTB、サントリーサンゴリアス / 伏見工高出身）
- 野田響（LO、宗像サニックスブルース / 荒尾高出身）
- 細木康太郎（2021年度主将、PR、東京サントリーサンゴリアス / 桐蔭学園高出身）
- 泓城蓮（PR・HO、静岡ブルーレヴズ / 関商工高出身）
- 奥野翔太（PR、セコムラガッツ / 常翔学園高出身）
- 山本渓太（PR、横河武蔵野アトラスターズ / 國學院久我山高出身）
- 小林恵太（HO、NECグリーンロケッツ東葛 / 宮崎西高出身）
- 上山黎哉（FL、花園近鉄ライナーズ / 大阪桐蔭高出身）
- リッチモンド・トンガタマ（No.8・FL・LO、静岡ブルーレヴズ /オタフフカレッジ出身）
- 押川敦治（SO・FB、クボタスピアーズ船橋・東京ベイ / 京都成章高出身）
- 金裕平（SO・FB、横河武蔵野アトラスターズ / 東京朝鮮高出身）
- 杉原駿（SH、クリタウォーターガッシュ昭島 / 大阪桐蔭高出身）
- 小村健太（FB、NTTドコモレッドハリケーンズ大阪 / ハミルトンボーイズ高出身）
- 中野光基（FL・No.8、マツダスカイアクティブズ広島 / 大阪桐蔭高出身）
- 志和池豊馬（SO・FB、大阪府警察ラグビー部 / 日向高出身）
- 白國亮大（SH・WTB・FB、大阪府警察ラグビー部 / 摂津高出身）
- 松山千大（2022年度主将、WTB・CTB、トヨタヴェルブリッツ / 大阪桐蔭高出身）
- 高本幹也（SO、東京サントリーサンゴリアス / 大阪桐蔭高出身）
- 二村莞司（FB・WTB、クボタスピアーズ船橋・東京ベイ / 京都成章高出身）
- 谷中樹平（SH・FB、トヨタヴェルブリッツ / 御所実業高出身）
- 大籔洸太（WTB・FB、トヨタヴェルブリッツ / 中部大春日丘高出身）
- 山川一瑳（LO、トヨタヴェルブリッツ / 常翔学園高出身）
- 髙井翔太（PR、NTTドコモレッドハリケーンズ大阪 / 常翔学園高出身）
- 福井翔（HO、花園近鉄ライナーズ / 東福岡高出身）
- 當眞慶（FL、三重ホンダヒート / 流経大柏高出身）
- ミティエリ・ツイナカウヴァドラ（No.8・WTB、NECグリーンロケッツ東葛 / セントジョセフカレッジハンターヒル高出身）
- 岡本泰斉（SH、豊田自動織機シャトルズ愛知 / 中部大春日丘高出身）
- 前田翔哉（SH、マツダスカイアクティブズ広島 / 常翔学園高出身）
- 江里口真弘（LO、九州電力キューデンヴォルテクス / 大分東明高出身）
- 江良颯（2023年度主将、HO、クボタスピアーズ船橋・東京ベイ / 大阪桐蔭高出身）
- 西野拓真（PR、トヨタヴェルブリッツ / 京都成章高出身）
- 奥井章仁（No.8、トヨタヴェルブリッツ / 大阪桐蔭高出身）
- 津村大志（PR、リコーブラックラムズ東京 / 御所実業高出身）
- 高本とむ（WTB、リコーブラックラムズ東京 / 東福岡高出身）
- 尹礼温（LO・FL・No.8、トヨタヴェルブリッツ / 大阪朝鮮高出身）
- 延原秀飛（No.8、埼玉パナソニックワイルドナイツ / 大阪桐蔭高出身）
- 山口泰輝（FB、レッドハリケーンズ大阪 / 長崎北陽台高出身）
- 藤井慎太郎（LO・FL、レッドハリケーンズ大阪 / 日本航空石川高出身）
- ダアンジャロ・アスイ（FL・No.8、NECグリーンロケッツ東葛 / アオレレカレッジ出身）
- シミオネ・シュミット（LO、花園近鉄ライナーズ / セントイグナティウスカレッジリバービュー出身）
- 井上陽公（SO、マツダスカイアクティブズ広島 / 京都工学院高出身）
- 上杉太郎（PR、九州電力キューデンヴォルテクス / 東福岡高出身）
- 上村遼太郎（HO、ルリーロ福岡 / 浮羽究真館高出身）
- 岡大翔（LO、ヤクルトレビンズ戸田 / 京都成章高出身）
- 中尾勇太（SO・CTB・FB、JR九州サンダース / 熊本西高出身）
- 志氣陸王（WTB、JR九州サンダース / 東福岡高出身）
- 池上玲央（CTB、中部電力ラグビー部 / 筑紫高出身）
- 青木恵斗（2024年度主将、FL・LO、トヨタヴェルブリッツ / 桐蔭学園高出身）
- 本橋拓馬（LO、コベルコ神戸スティーラーズ / 京都成章高出身）
- 李錦寿（SH、埼玉パナソニックワイルドナイツ / 大阪朝鮮高出身）
- 當眞蓮（HO、三重ホンダヒート / 流経大柏高出身）
- 小村真也（UTB、トヨタヴェルブリッツ / ハミルトンボーイズ高出身）
- 平井半次郎（PR、トヨタヴェルブリッツ / 御所実業高出身）
- 梅田海星（PR、浦安D-Rocks / 秋田工業高出身）
- 小林龍司（PR、花園近鉄ライナーズ / 御所実業高出身）
- 知念優来（PR・HO、レッドハリケーンズ大阪 / 常翔学園高出身）
- 森元一気（FL・No.8、狭山セコムラガッツ / 尾道高出身）
- グアイニ優人（FL・No.8、マツダスカイアクティブズ広島 / 石見智翠館高出身）
- 松澤駿平（CTB、マツダスカイアクティブズ広島 / 京都成章高出身）
- 倉橋歓太（FL・No.8、レッドハリケーンズ大阪 / 東海大大阪仰星高出身）
- 上村樹輝（SH、コベルコ神戸スティーラーズ / 京都工学院高出身）
- 五島源（CTB・WTB、静岡ブルーレヴズ / 尾道高出身）
- 久木野太一（CTB、リコーブラックラムズ東京 / 小倉高出身）
- 野口順平（SO、日野レッドドルフィンズ / 東京高出身）
- 青柳龍之介（CTB、ヤクルトレビンズ戸田 / 國學院栃木高出身）
- 福井蓮（FL・No.8、日立SunNexus茨城 / 東福岡高出身）
- 中村海斗（WTB、中部電力ラグビー部 / 関商工高出身）
- 山田駿也（WTB、日本航空JAL WINGS / 長崎北陽台高出身）
- 伊藤大心（HO、日本航空JAL WINGS / 八千代松蔭高出身）
- キアヌ･クッツェ（FL・WTB、秋田ノーザンブレッツラグビーフットボールクラブ / ズワードコップ高出身）

## 主な関係者
- 増村昭策（帝京大学ラグビー部の草創期に監督・部長として部を統率し、ラグビー部の礎を築いた。現在は帝京大学ラグビー部名誉顧問、元日本ラグビーフットボール協会評議員/ 日本学園高卒・日本体育大学卒）
- 水上茂（帝京大学准教授、大学選手権初出場及び連続出場を達成し、メディアより紅い旋風と称された時代に指揮した監督。元早稲田大学ラグビー部コーチ・元東大ラグビー部ヘッドコーチ/ 日川高卒・早稲田大学卒）
- 白井善三郎（元帝京大学ラグビー部コーチ。その後、帝京大学ラグビー部の関東大学対抗戦グループ加盟に尽力した。元早稲田大学ラグビー部監督・元日本ラグビーフットボール協会専務理事/ 福岡高卒・早稲田大学卒）
- 虎石真弥（帝京大学ラグビー部管理栄養士、帝京大学スポーツ医科学センター助教/ 女子栄養大学大学院修士課程栄養学研究科栄養学専攻修了・現在は 慶應義塾大学大学院博士後期課程健康マネジメント研究科スポーツマネジメント専修に在学）

## 所在地

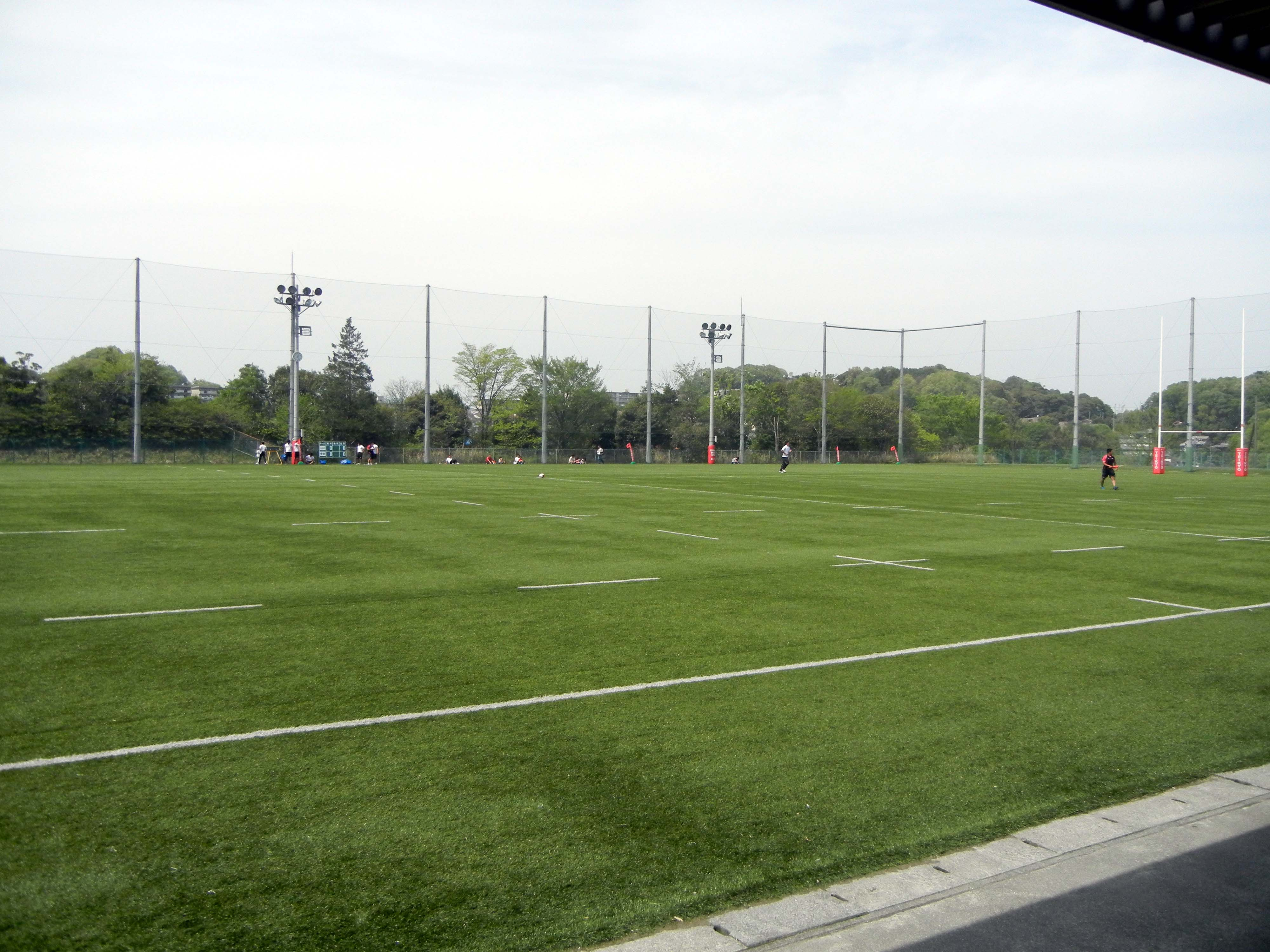
帝京大学百草グラウンド

- 帝京大学百草グラウンド（ラグビー場）
  - 東京都日野市百草804-16
- 帝京大学ラグビー部（合宿所）
  - 東京都八王子市東中野199-1

## 交通アクセス（百草グラウンド）
- 京王線聖蹟桜ヶ丘駅より京王バス高幡不動駅行約13分、「百草園住宅東」下車徒歩3分
- 京王線高幡不動駅より京王バス聖蹟桜ヶ丘駅行約10分、「百草駅東住宅」下車徒歩3分
- 京王線聖蹟桜ヶ丘駅よりタクシー約10分

## 関連書籍
- 『信じて根を張れ! 〜楕円のボールは信じるヤツの前に落ちてくる〜』
岩出雅之著（小学館・2009/9発行・224ページ・ISBN 4098401215）
- 『王者の食ノート スポーツ栄養士・虎石真弥、勝利への挑戦』
島沢優子著（小学館・2011/12発行・200ページ・ISBN 9784093882194）

## 公式サイト
- 帝京大学ラグビー部
- 帝京大学ラグビー部 (rugby.teikyouniv) - Facebook
- 帝京大学ラグビー部 (@teikyo_rugby) - Instagram